# Najbrt-Farbkonzept der ČD

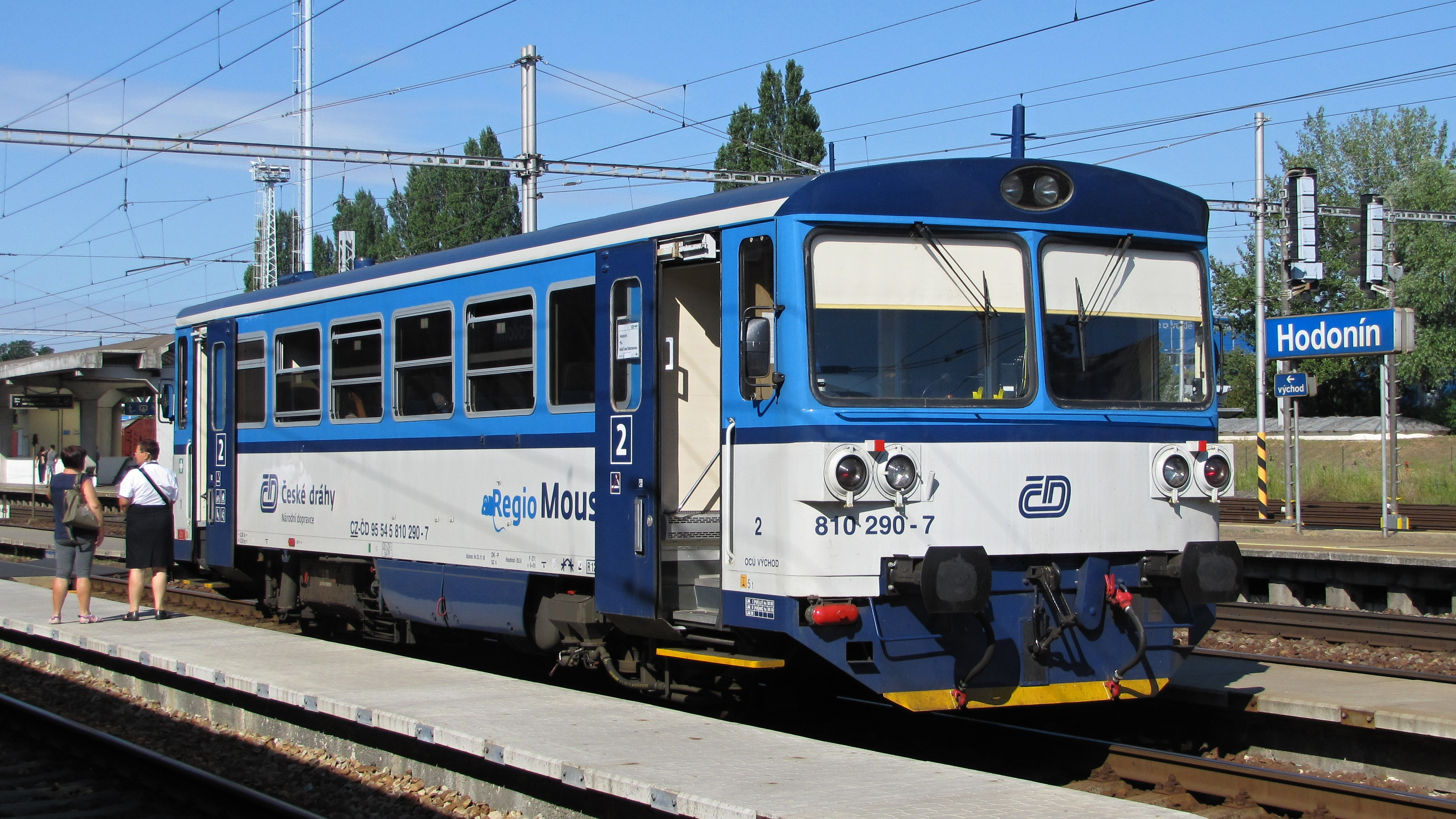
Triebwagen der Baureihe 810 im Unternehmensstil der ČD

Najbrt ist die Bezeichnung für das blaue Unternehmens-Erscheinungsbild („Corporate Design“) des staatlichen tschechischen Eisenbahnverkehrsunternehmens České dráhy (ČD). Es wurde ab November 2008 schrittweise an den meisten Fahrzeugen eingeführt. Dies gilt sowohl für das Exterieur (Farbgebung) als auch für das Interieur (Farbe der Sitzbezüge und Gesamtdesign). Sein Autor ist das Najbrt-Studio von Aleš Najbrt.

## Entwicklung

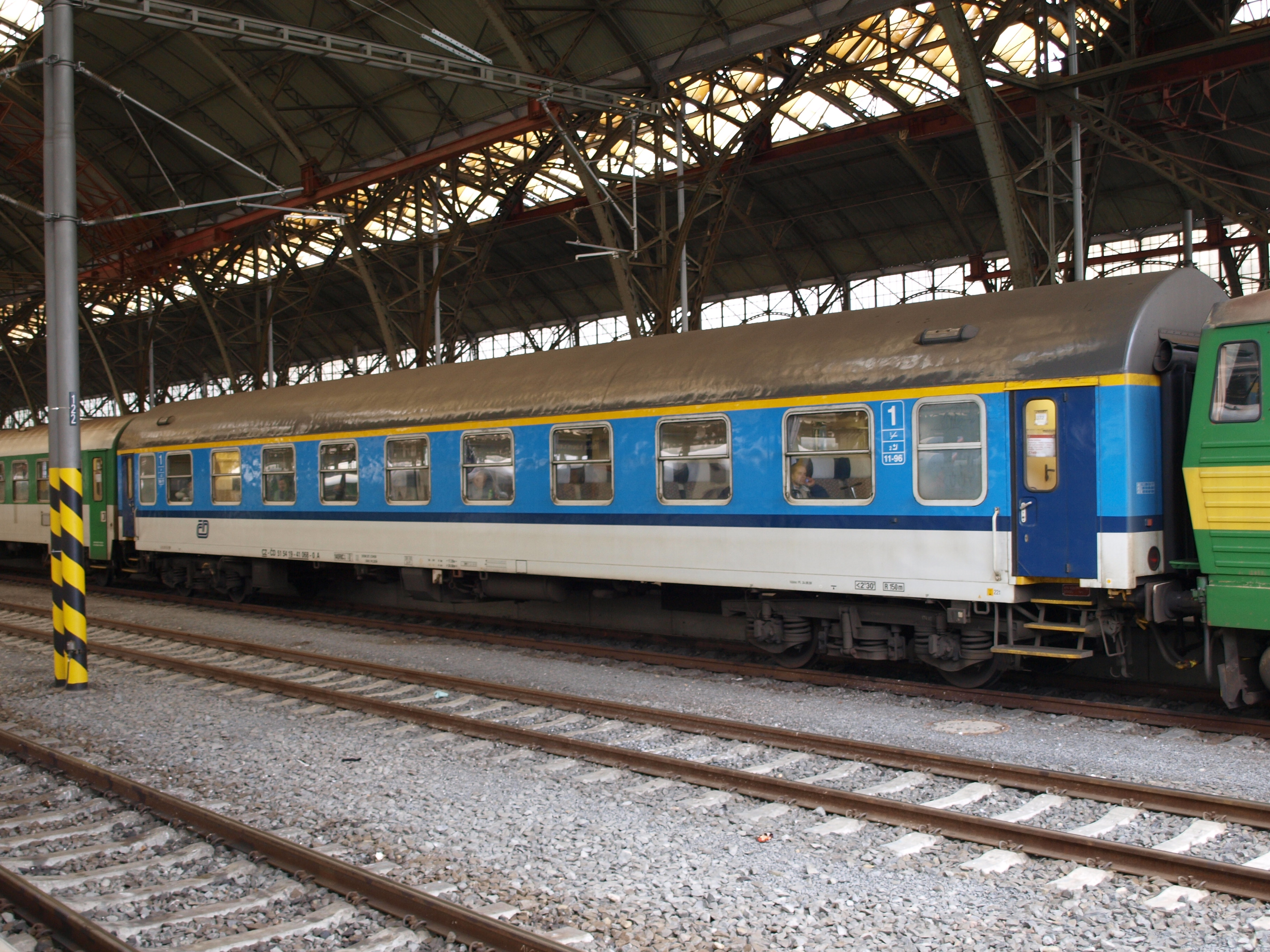
ČD-Reisezugwagen der 1. Klasse, Bauart 149, in der ersten Najbrt-Version, Prag Hbf

Die Zusammenarbeit zwischen den ČD und dem Najbrt-Studio begann 2006, als es den Wettbewerb für das Logo und den einheitlichen optischen Stil von ČD Cargo gewann. Dieser kommt seit Herbst 2008 zur Anwendung und erfuhr in dieser Zeit mehrere Änderungen.
Die erste Najbrt-Version setzte bei den Reisezugwagen auf hellgrau am unteren Wagenkastenbereich, einen dunkelblauen Streifen unter den Fenstern, hellblau über den Fenstern und ein graues Dach. Die Dienstwagen Ds952 sowie die Sitzwagen mit Dienstabteil BDs450 sind im unteren Teil wie über den Fenstern gleich blau. Für Schlaf- und Liegewagen waren hellgrau im unteren Bereich, unter den Fenstern ein hellblauer Streifen und sonst dunkelblau vorgesehen, die Speise- und Bistrowagen trugen komplett hellgrau mit einem dunkelblauen Streifen unter den Fenstern. Die Lokomotiven sollten komplett hellgrau lackiert werden und an den Seiten blaue Trapeze erhalten.
Als erste Lokomotive erhielt – noch versuchsweise – die 163 257 die Najbrt-Lackierung. Am 2. Dezember 2008 wurde sie an der Spitze eines Festzuges von Prag nach Děčín der Öffentlichkeit präsentiert. Im Februar 2009 folgte ihr ein Reisezugwagen der 2. Klasse des DKV Pilsen (51 54 20-41 691-6, Bauart B249).
Später wurde das Lokomotivdesign geändert, indem man den Trapezwinkel an den Seiten verringerte und das Dach sowie den Rahmen grau anstatt weiß lackierte. Zudem wurde das Schema für Speise- und Bistrowagen so geändert, dass es mit dem der Schlaf- und Liegewagen identisch ist (d. h. hellgrauer unterer Teil, hellblauer Streifen unter und dunkelblau über den Fenstern, der Rest grau).
Ab September 2011 wurde der Stil insbesondere an den Lokomotiven deutlich geändert. Während die Grundfarbpalette bestehen blieb, entfielen die Trapeze an den Seiten, der Lokkasten wurde oben und unten saphirblau, der mittlere Teil himmelblau. Den unteren und oberen seitlichen Teil des Lokkastens ziert ein lichtgrauer Streifen. Die Drehgestelle und Teile unterhalb des Hauptrahmens bleiben weiterhin dunkelgrau. Die Zug- und Stoßeinrichtungen sind wieder in traditionellem Schwarz gehalten. Diese Änderung galt auch für Wagen, die statt eines grauen ein blaues Dach und zusätzlich einen hellgrauen Streifen über den Fenstern erhielten.
Die Zusammenarbeit zwischen dem Najbrt-Studio und den ČD  unter der Führung des Generaldirektors Dalibor Zelený ließ ab 2013 deutlich nach und beschränkte sich nur noch auf Ausnahmefälle. Nachdem im Juni 2021 die Prager Stadträte das neue rot-hellgraue Design RebrandingPID für die Fahrzeuge im Prager integrierten Verkehr (PID) genehmigt hatten, soll das Najbrt-Konzept zunächst an Neufahrzeugen, später auch nach Hauptreparaturen an insgesamt 350 Zuggarnituren nicht mehr zur Anwendung kommen.

## Ausnahmen
Infolge einer gerichtlichen Auseinandersetzung mit dem Studio Konting aus Náchod gewährte der Verwaltungsrat der ČD zunächst eine Ausnahme, damit der Najbrt-Stil nicht an den Triebwagen der Baureihe 814 Regionova zur Anwendung kommt. Konting war auf der 47. Internationalen Maschinenbaumesse im Oktober 2005 für die Gestaltung der genannten Triebwagen mit einer Goldmedaille ausgezeichnet worden.
Der Najbrt-Stil war zunächst nicht für die Triebwagen 854, ihre Beiwagen Bdtn756 und Bdtn757 sowie Steuerwagen ABfbrdtn795 und Bfbrdtn794 vorgesehen. Diese verblieben vorerst in der klassischen roten Lackierung (mit Ausnahme dreier Brünner Triebwagen der Baureihe 854 + Bdtn756 + ABfbrdtn795, die bereits mit Najbrt versehen waren). Da die Bei- und Steuerwagen dieser Baureihen jedoch auch mit anderen Triebwagen (z. B. der 842 oder 843) eingesetzt wurden, die gemäß Najbrt lackiert waren, gab es Züge mit uneinheitlicher Farbgebung.
Weitere Ausnahme bildet die ČD-Baureihe 680 (Pendolino), welche ihre Ursprungslackierung von Patrik Kotas beibehält.

## Kritik

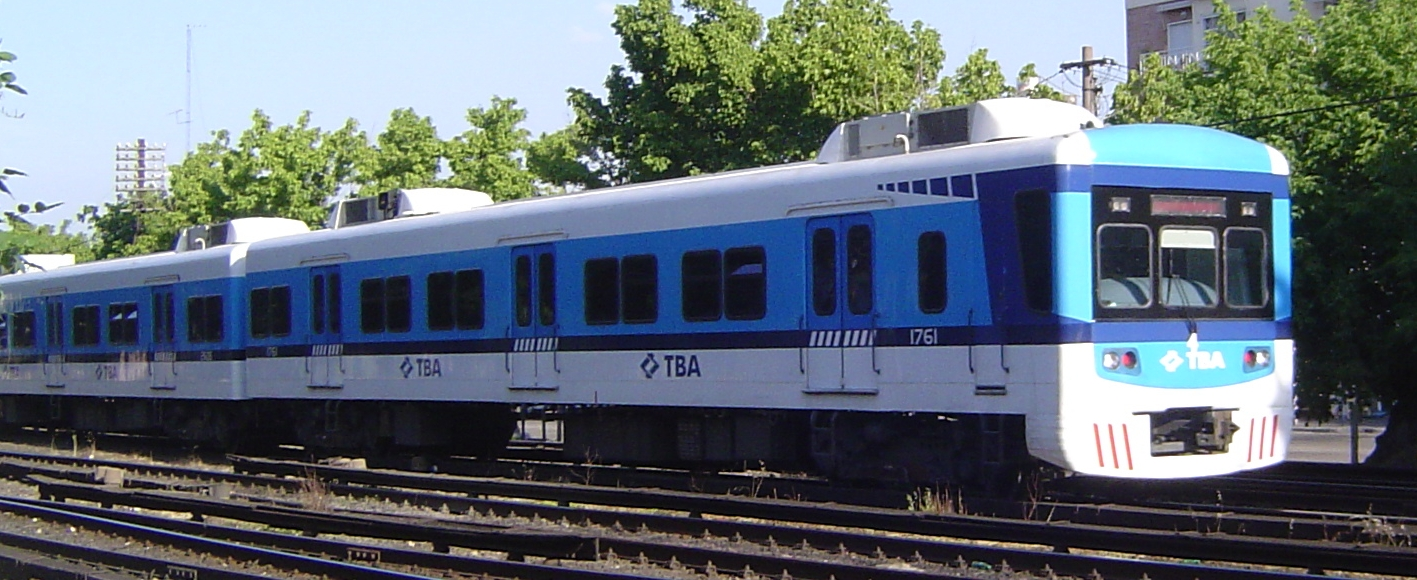
Zug des argentinischen Unternehmens Trenes de Buenos Aires

Nach Angaben des Studios Konting, das zuvor für die ČD das Design der orange-grünen Regionovas, der orangefarbenen Bvt-Fahrradwagen oder der dunkelblauen WLABmz-Schlafwagen mit gelber Zeichnung entworfen hatte, sind die Farben, mit denen das Najbrt-Studio das neue Farbkonzept (Grau, Saphir- und Himmelblau) entwarf, im Hinblick auf den Kontrast (Erkennbarkeit der Farben bei schlechter Sicht) besonders für Verkehrsmittel ungeeignet. Zudem wirkt sich dieser Farbstil ungünstig auf die Fahrzeuggestaltung aus, bzw. er berücksichtigt sie überhaupt nicht.
Kritiker wiesen zudem auf die auffällige Ähnlichkeit des Designs mit den Zügen des argentinischen Unternehmens Trenes de Buenos Aires hin.

## RAL-Tabelle
| Konzept, Nummer        | Najbrt 1 | Najbrt 2 |
| ---------------------- | -------- | -------- |
| Dach                   | RAL 7022 | RAL 5003 |
| Fenster 1. Klasse      | RAL 1003 | RAL 1003 |
| Fenster 2. Klasse      | RAL 5015 | RAL 7035 |
| Fensterband            | RAL 5015 | RAL 5015 |
| Streifen, Türen        | RAL 5003 | RAL 5003 |
| unterer Teil           | RAL 7035 | RAL 7035 |
| Beispiel Triebwagen    |          |          |
| Beispiel Reisezugwagen |          |          |

## Galerie

### Reisezugwagen

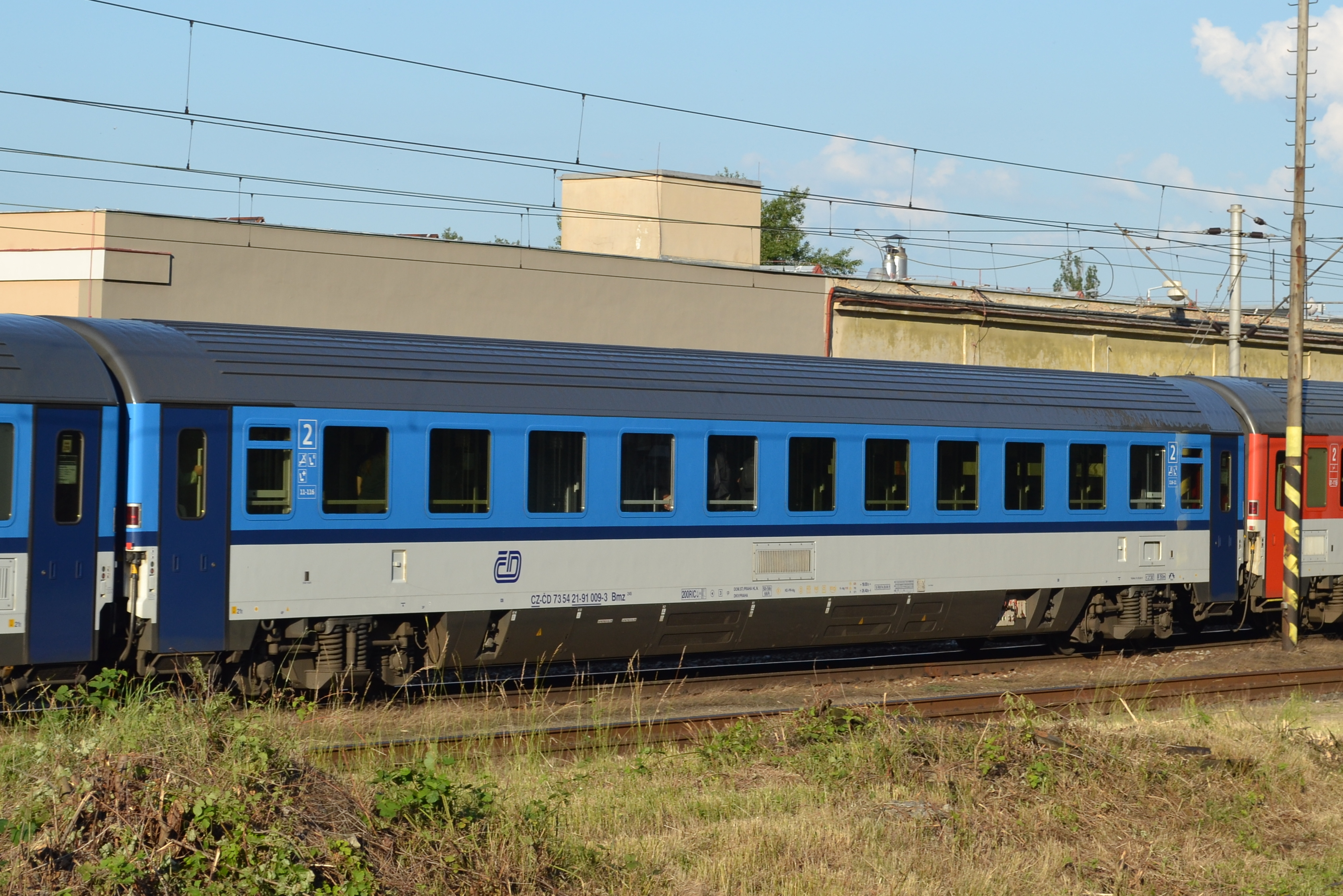
Wagen der 2. Klasse Bmz245
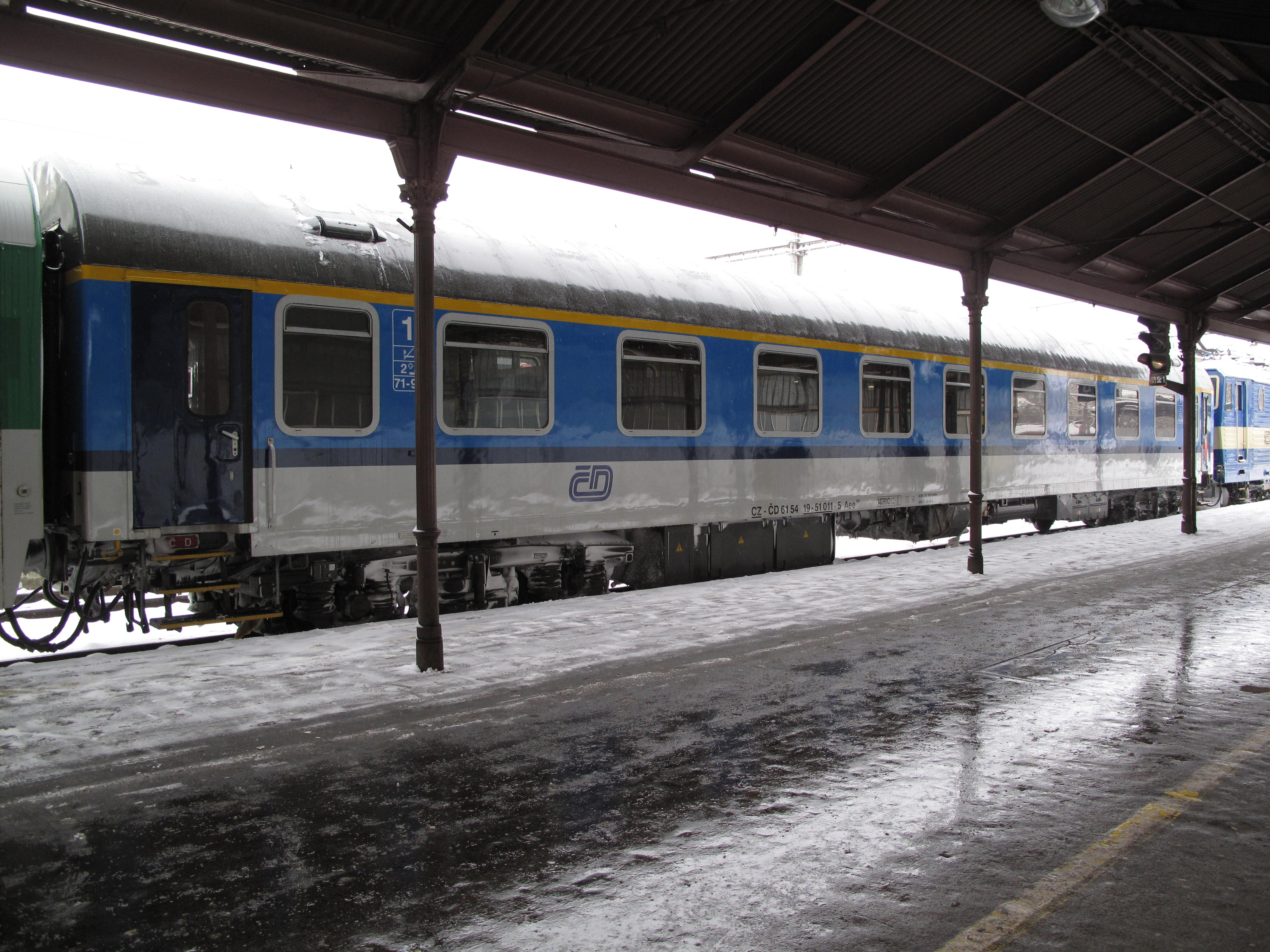
Wagen der 1. Klasse Aee145
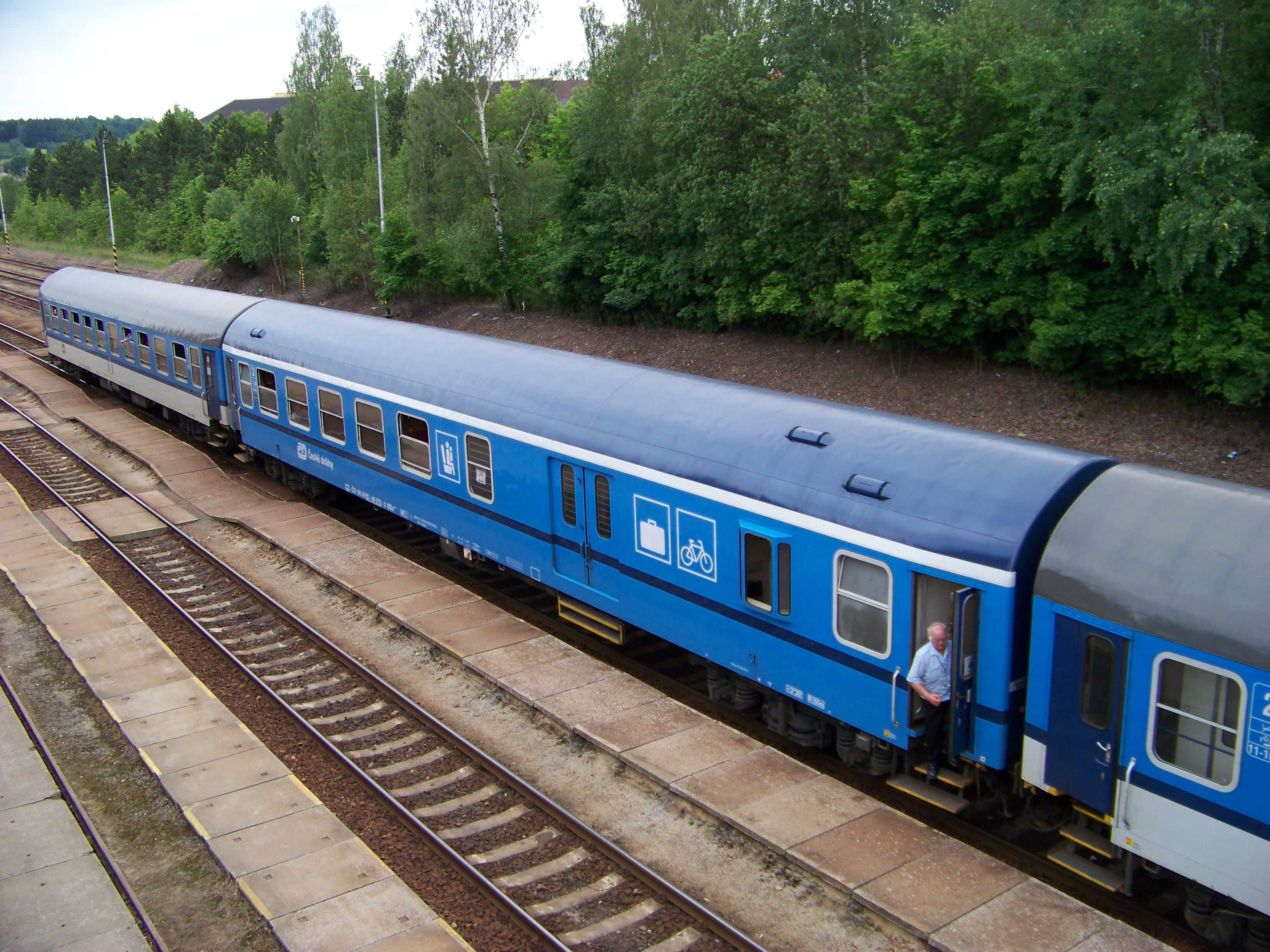
Sitz- und Dienstabteilwagen BDs450
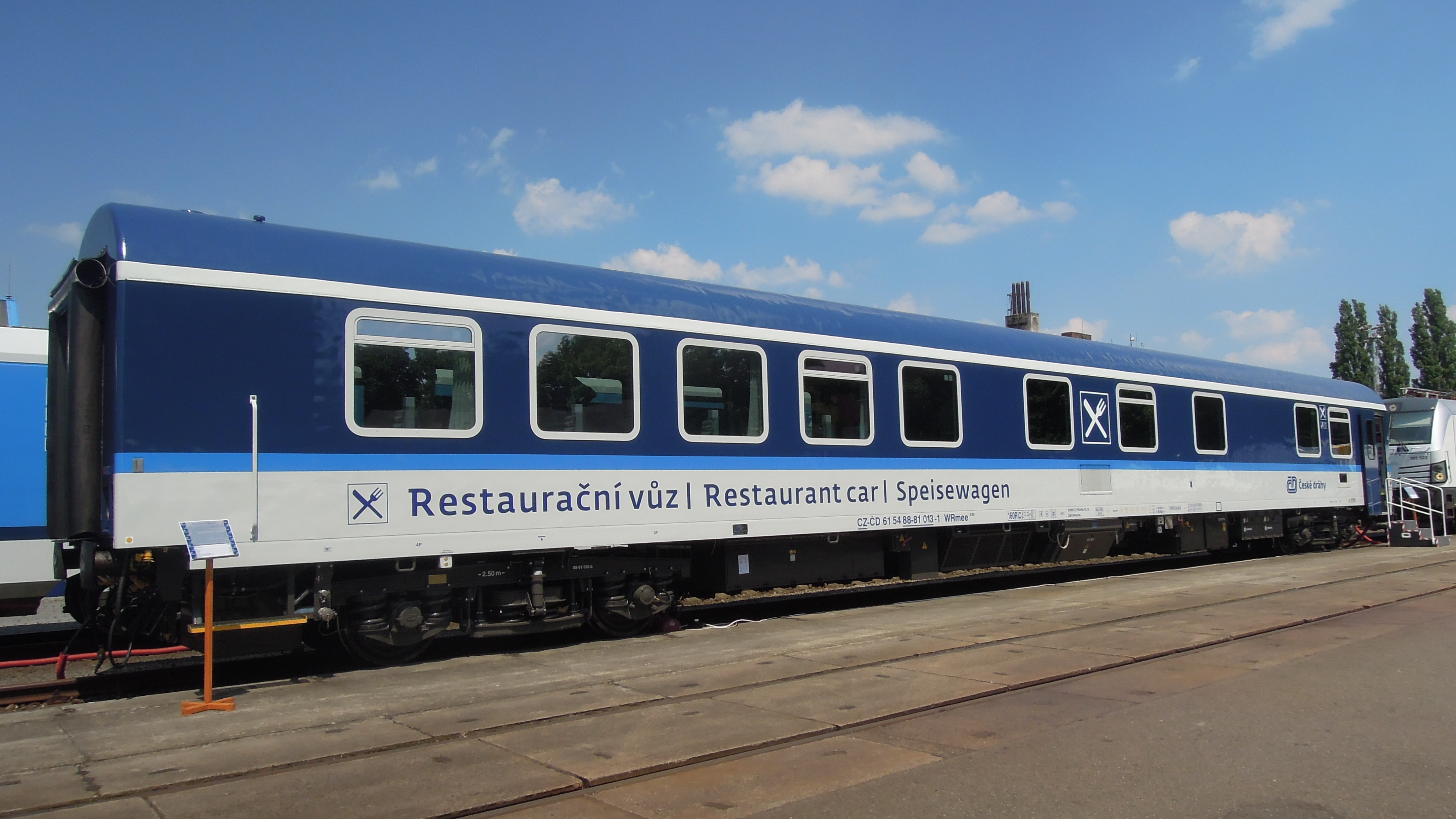
Speisewagen WRmee816
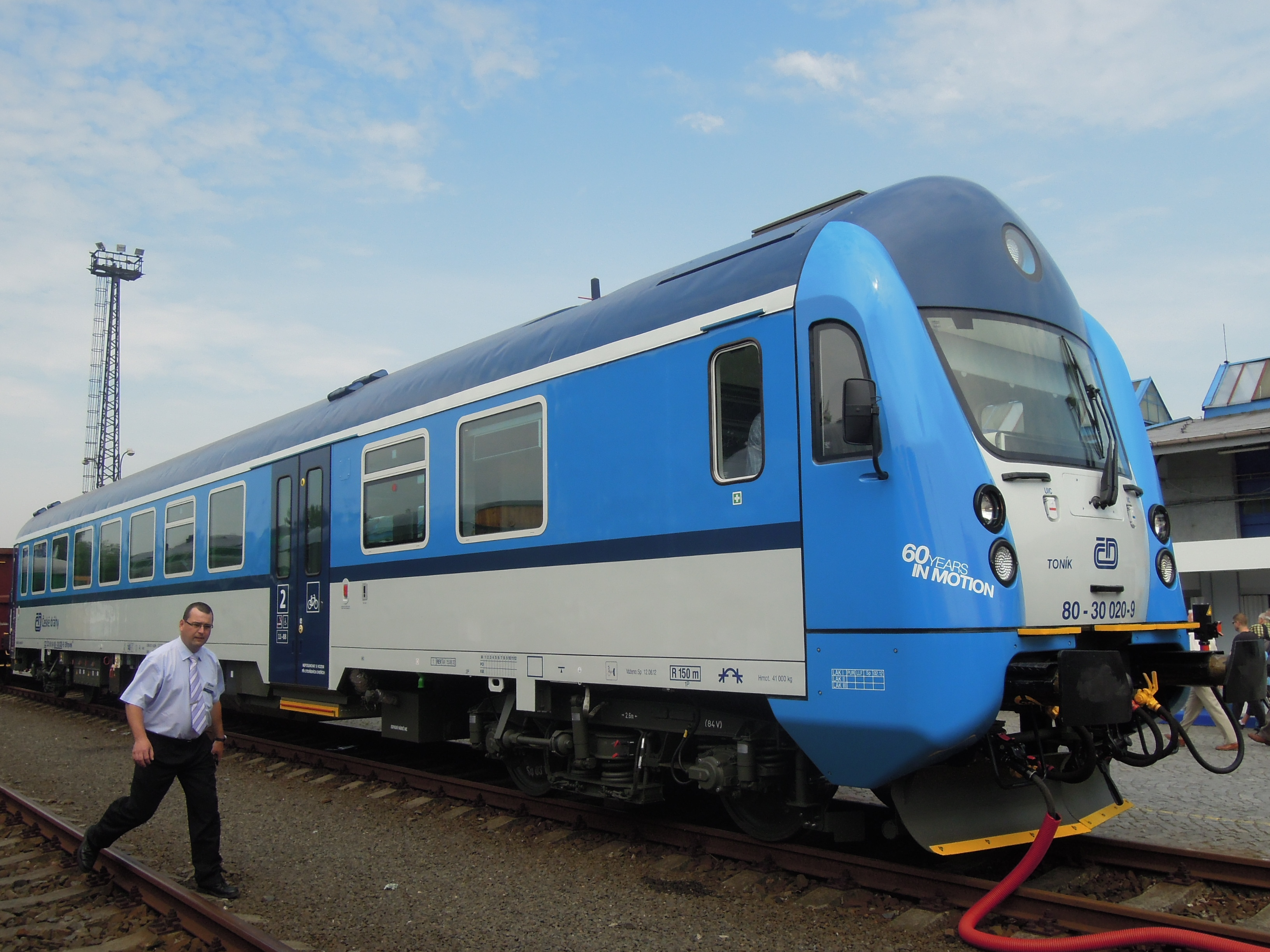
Steuerwagen Bfhpvee295
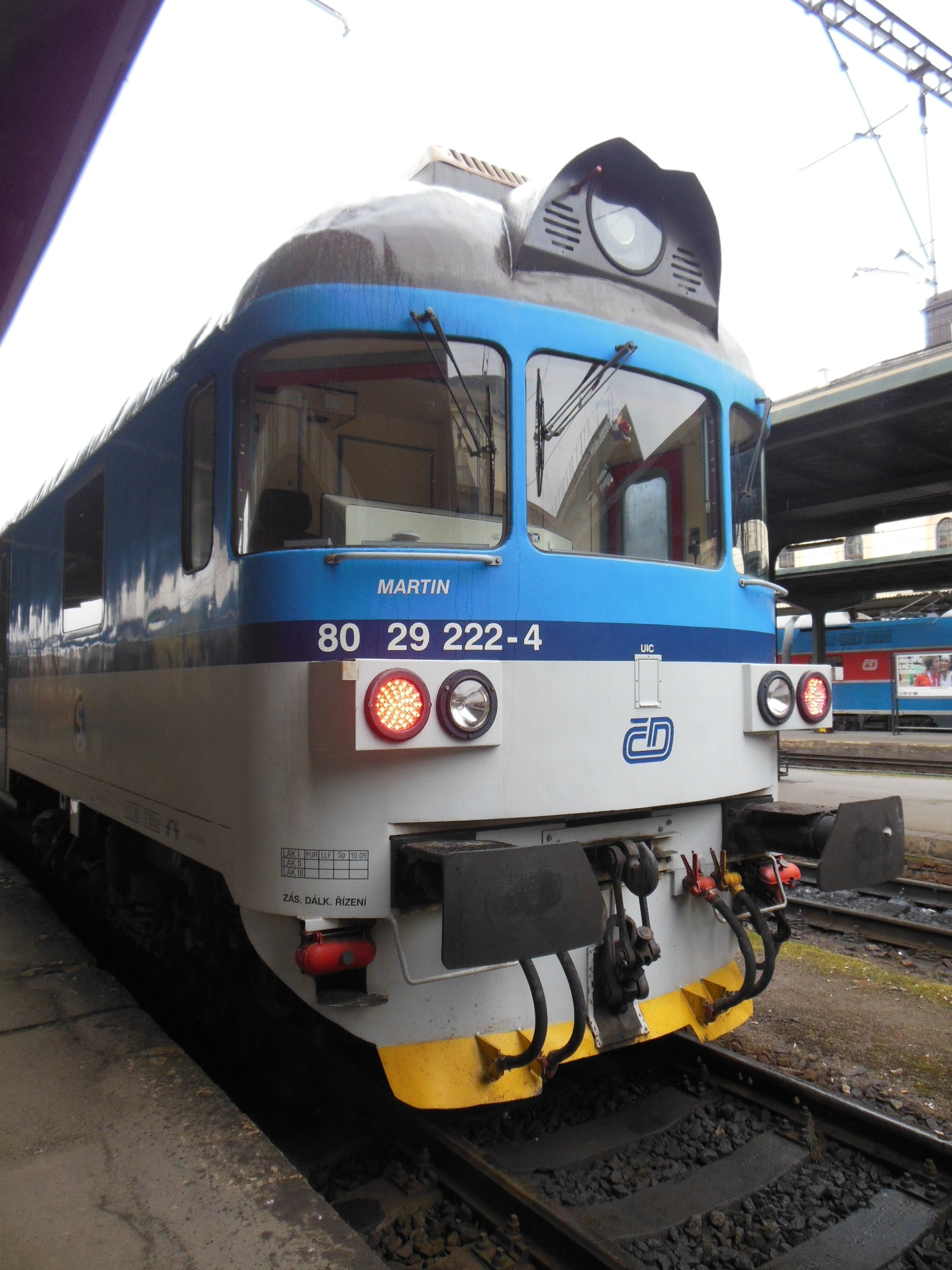
Steuerwagen ABfbrdtn795

### Dieseltriebwagen

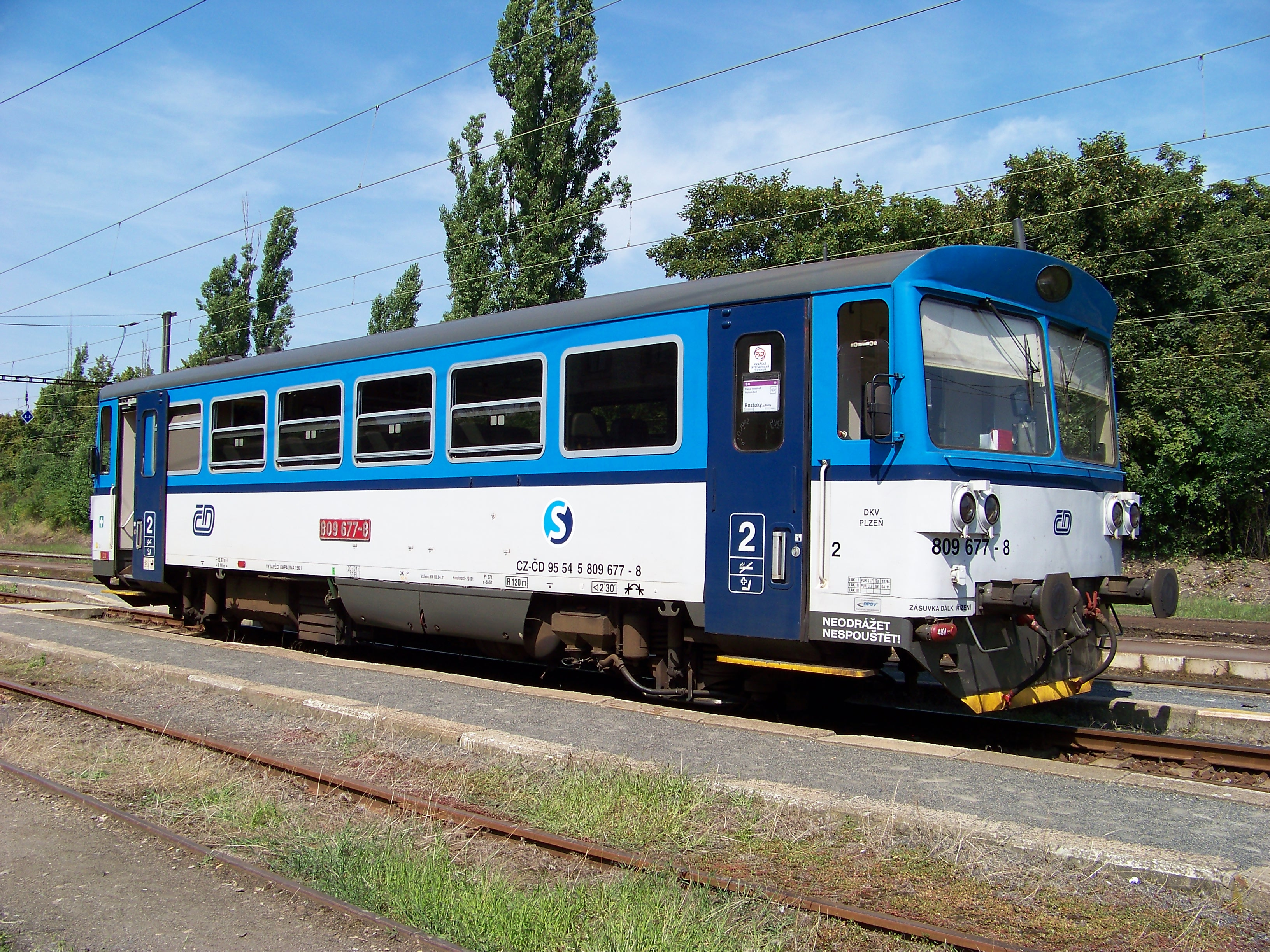
Baureihe 809
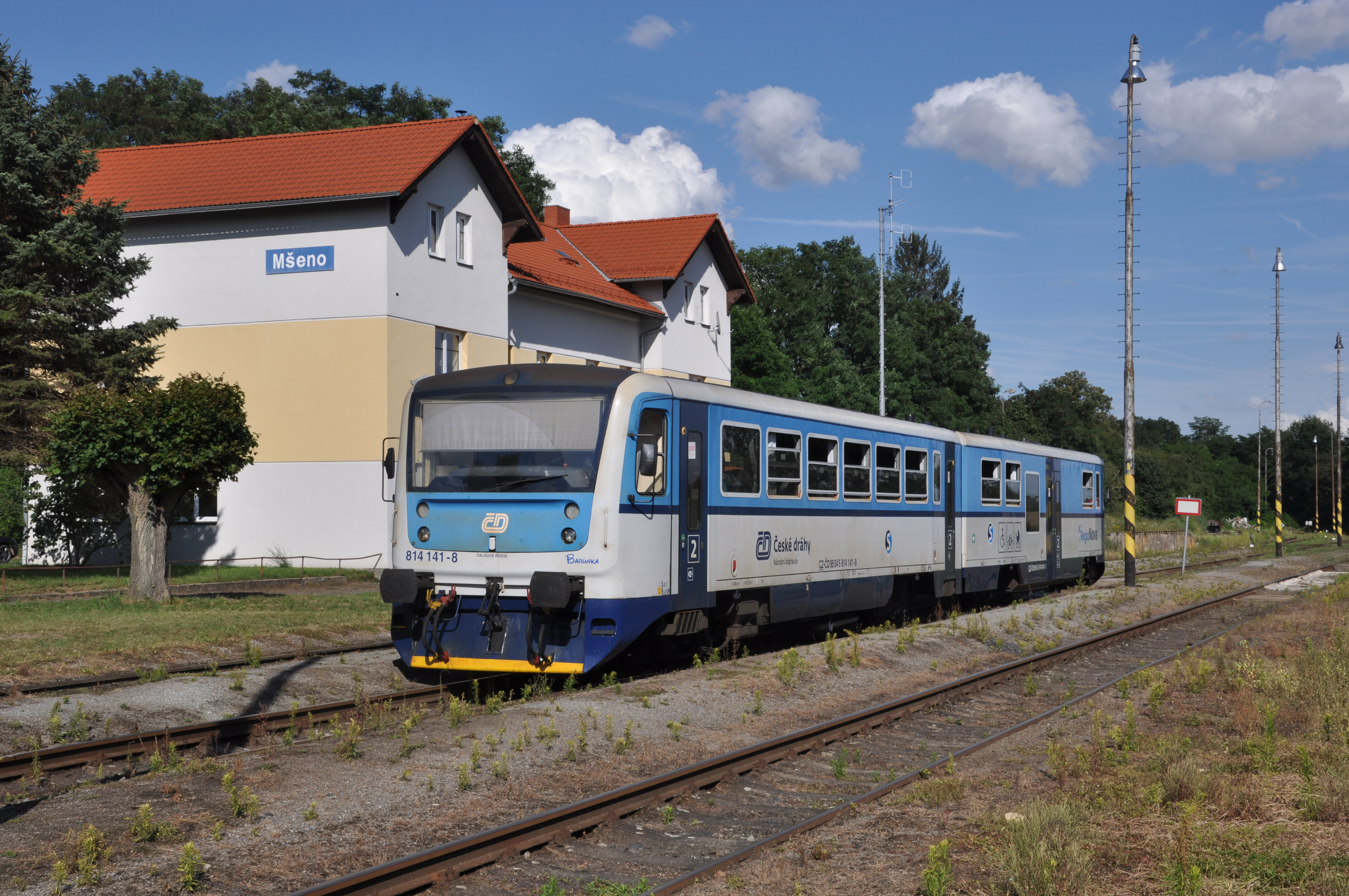
Baureihe 814
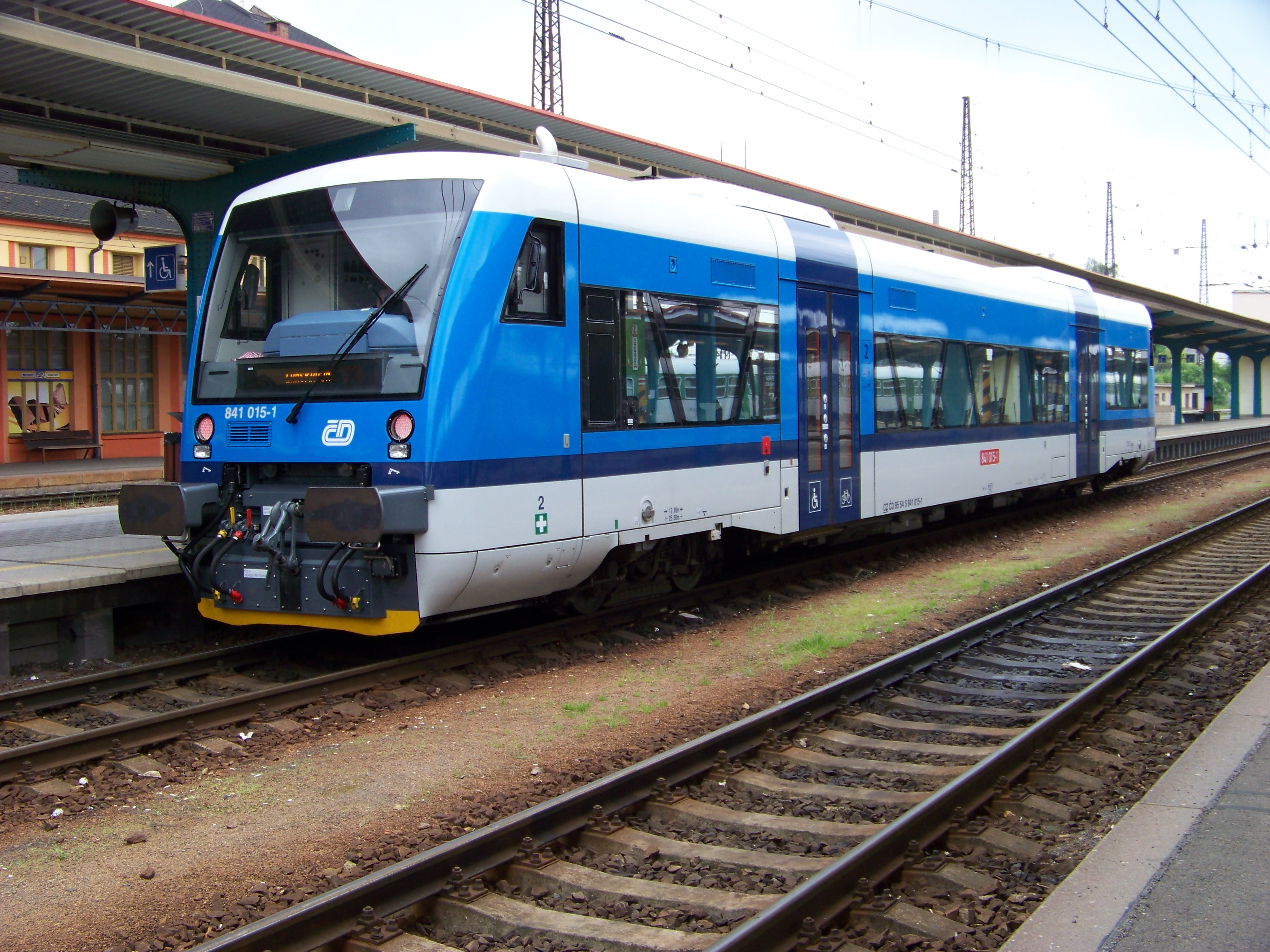
Baureihe 841
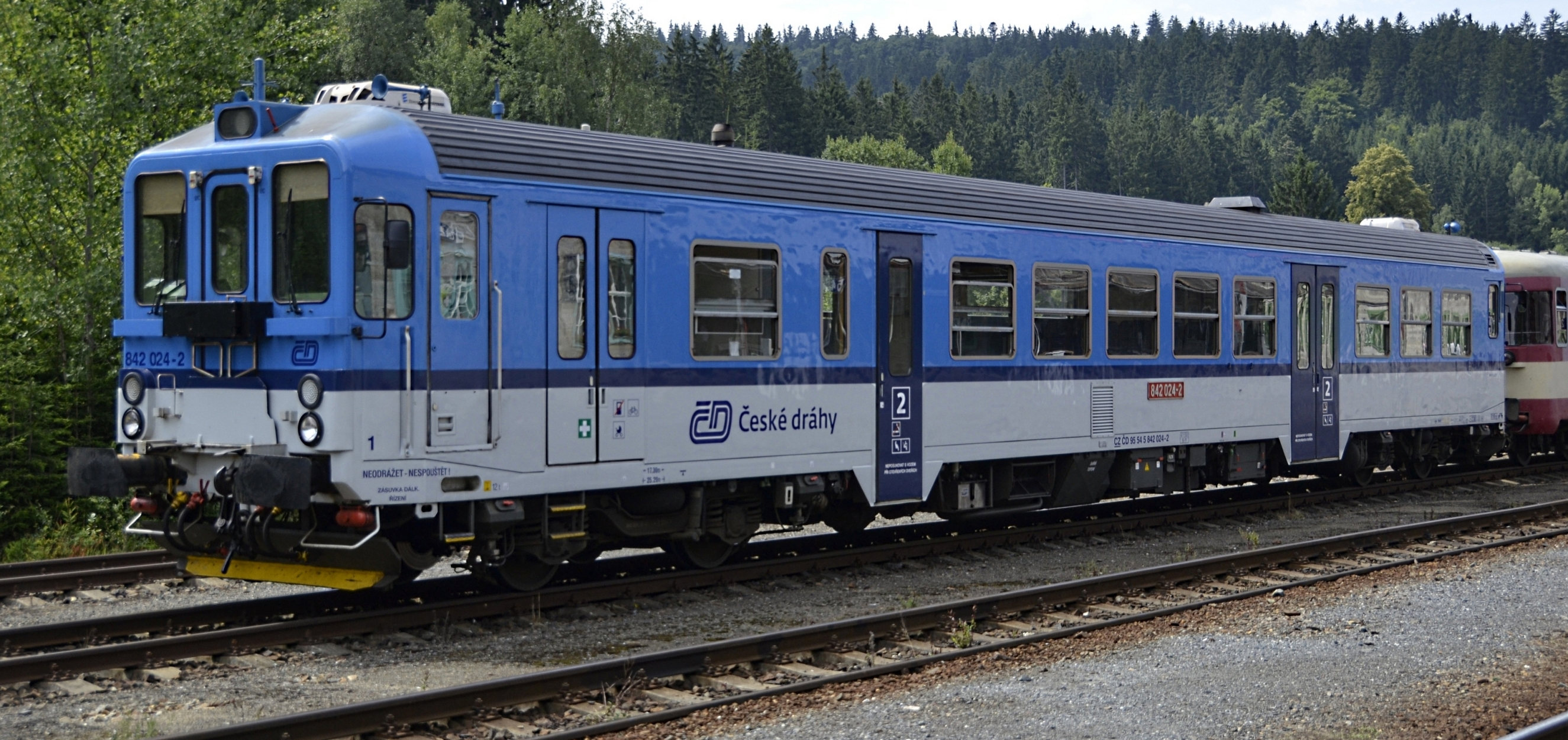
Baureihe 842
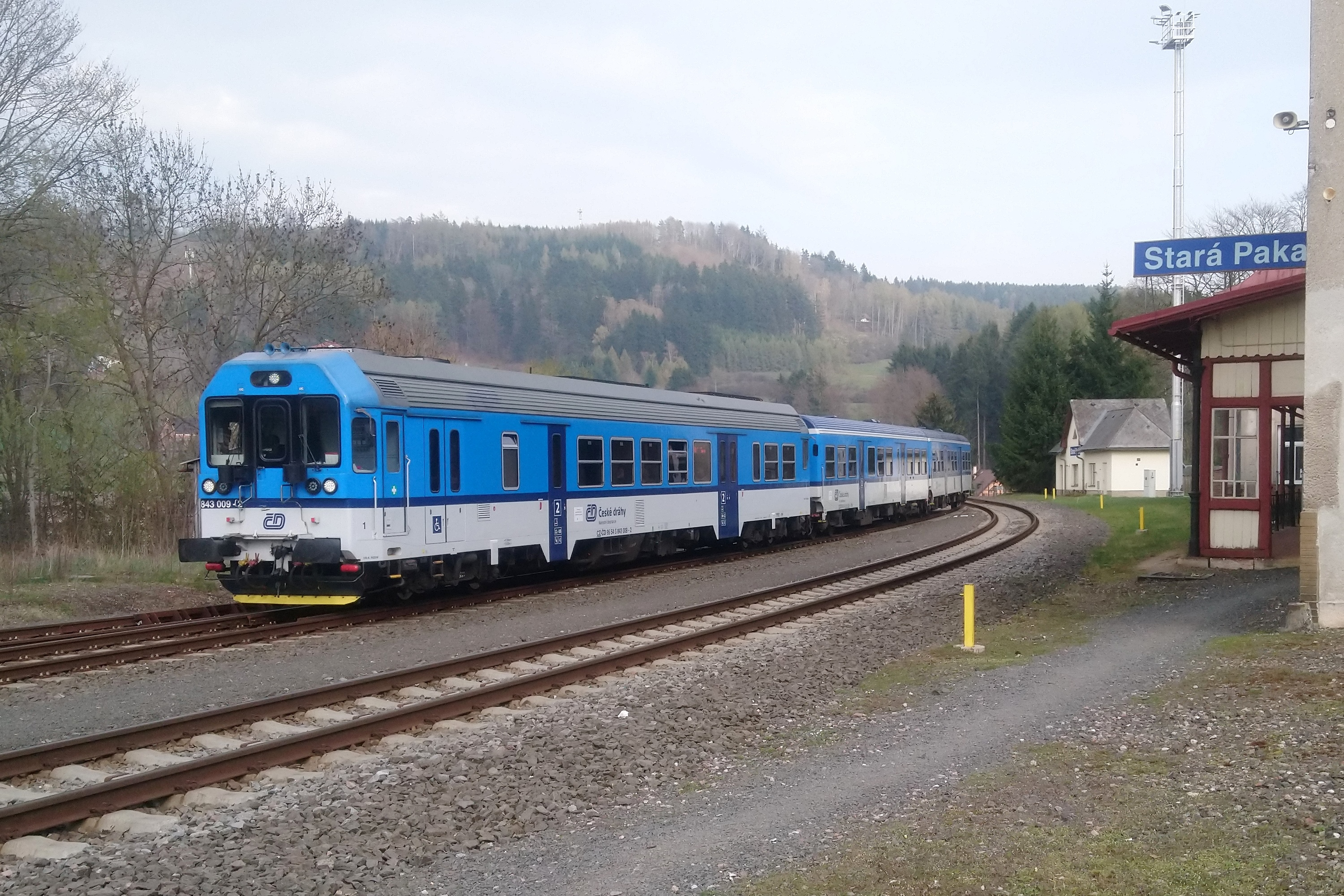
Baureihe 843
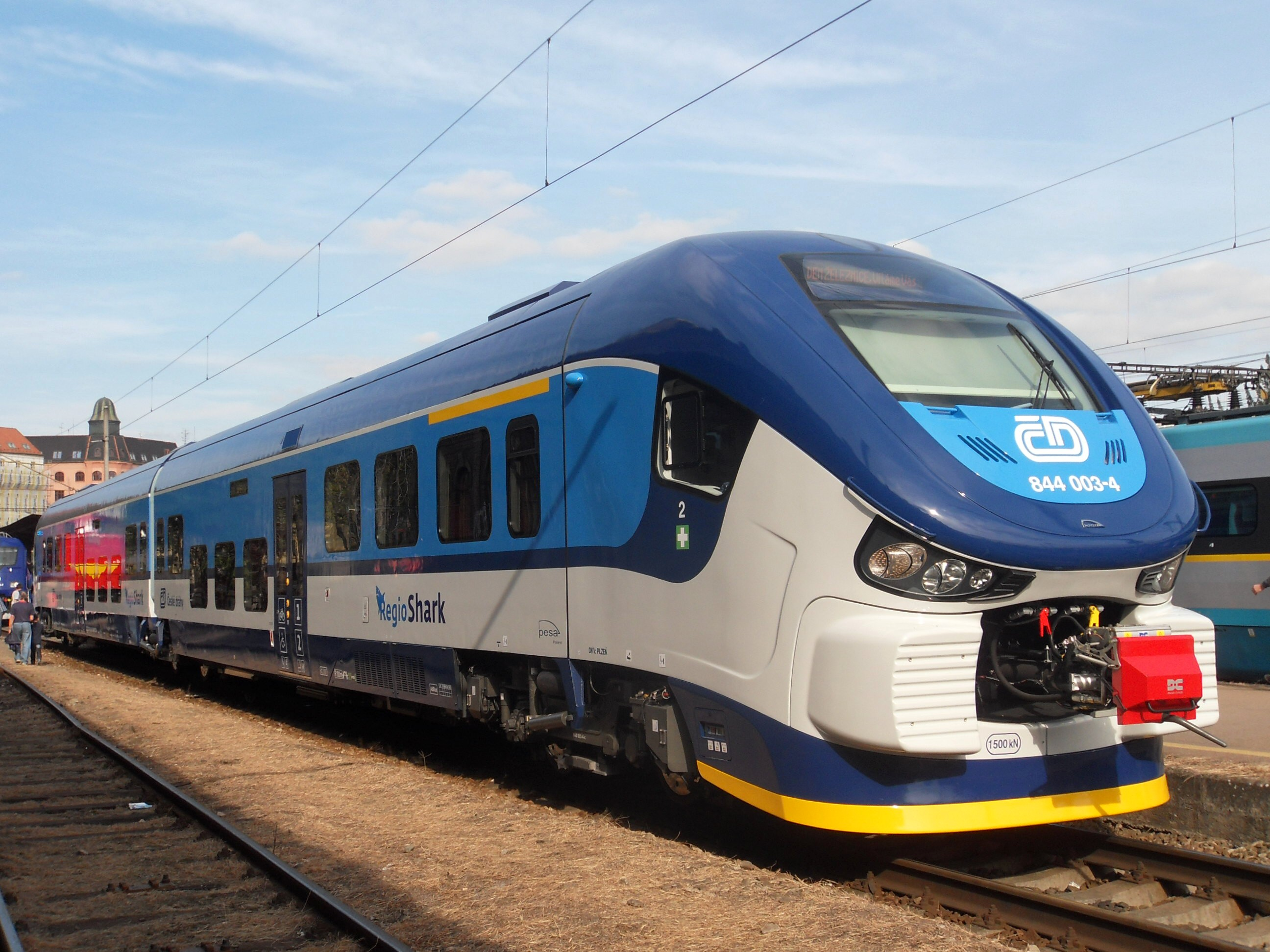
Baureihe 844
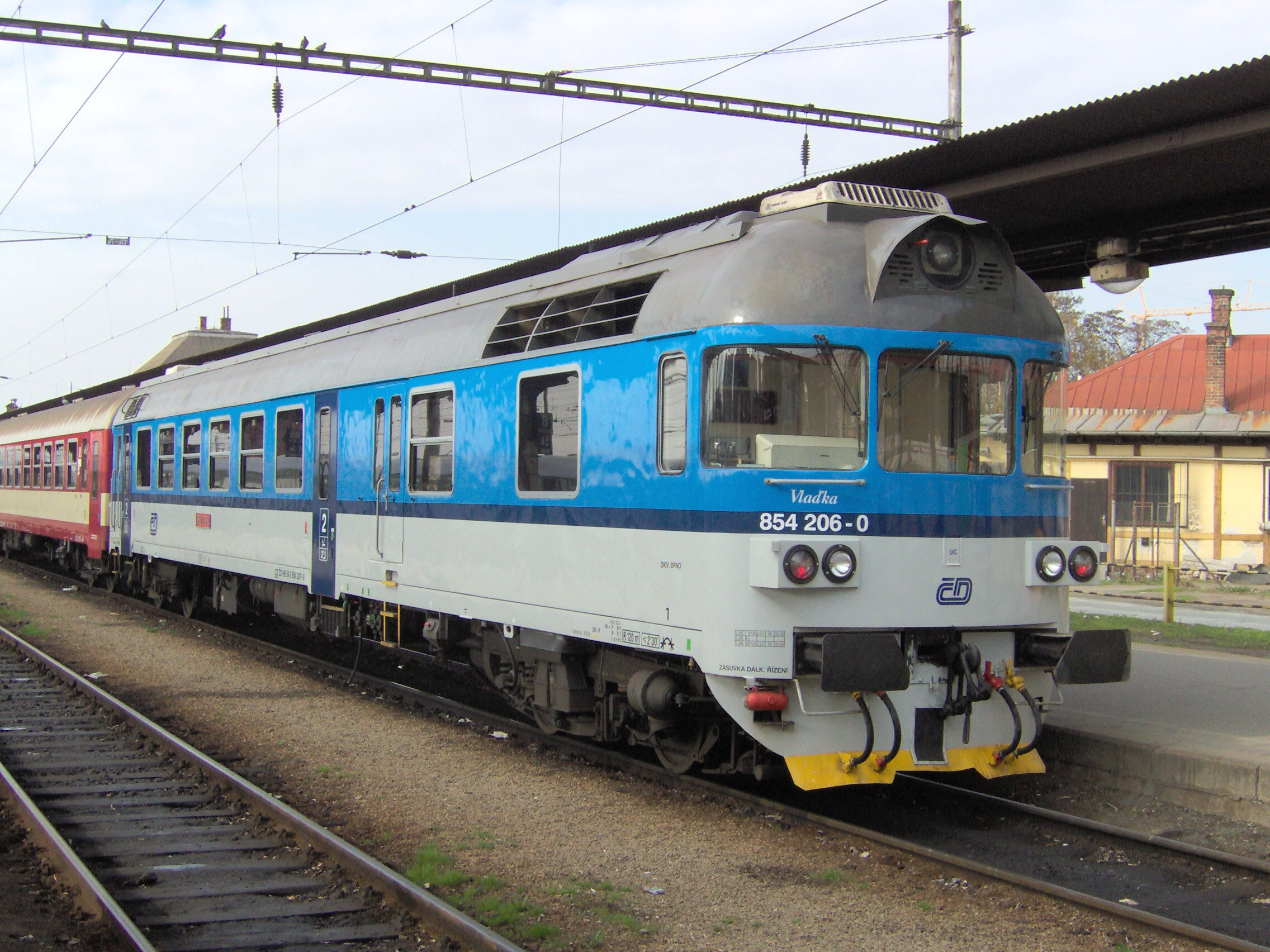
Baureihe 854

### Elektrotriebzüge

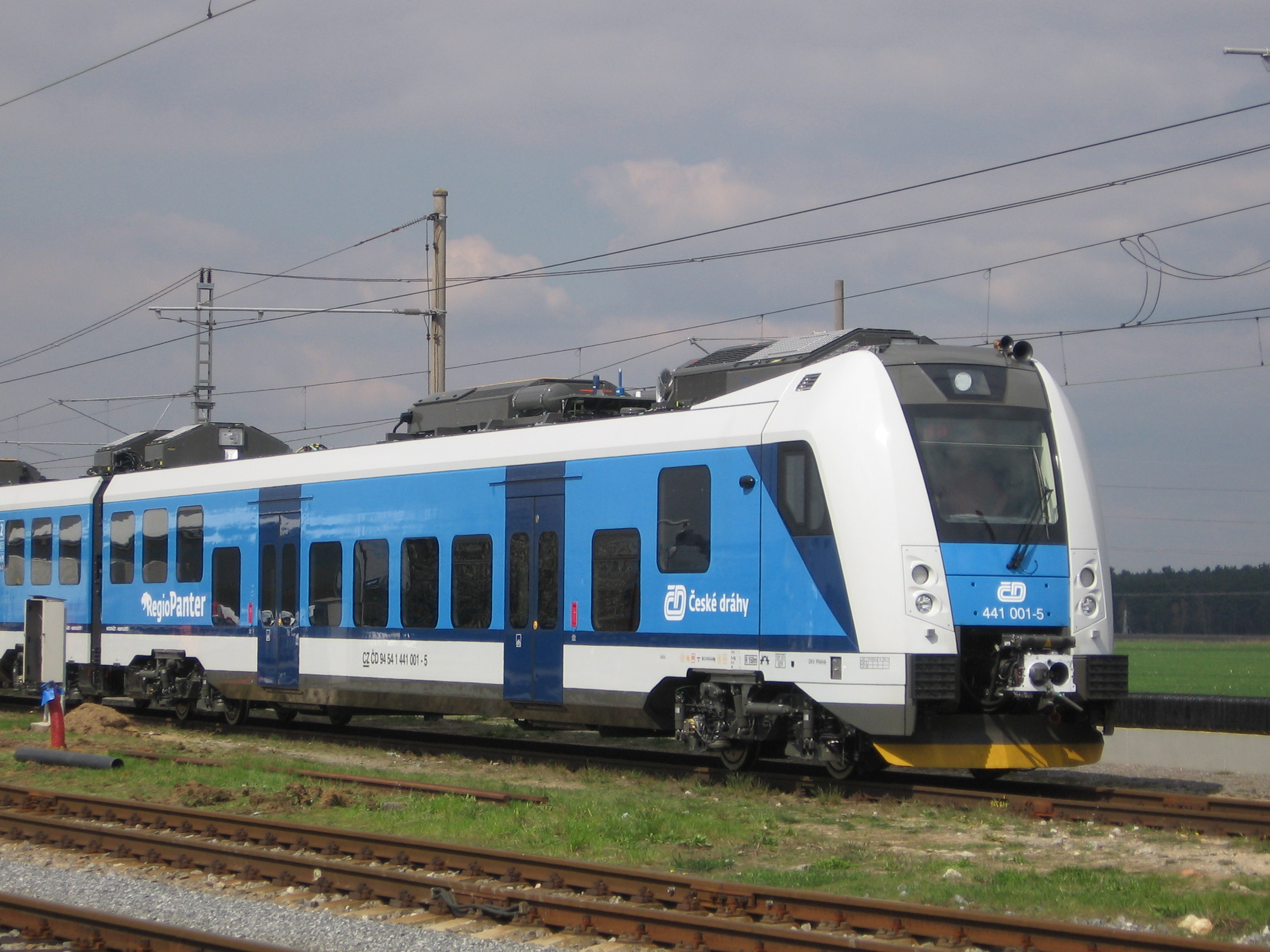
Baureihe 440 (Design identisch mit der Baureihe 650)
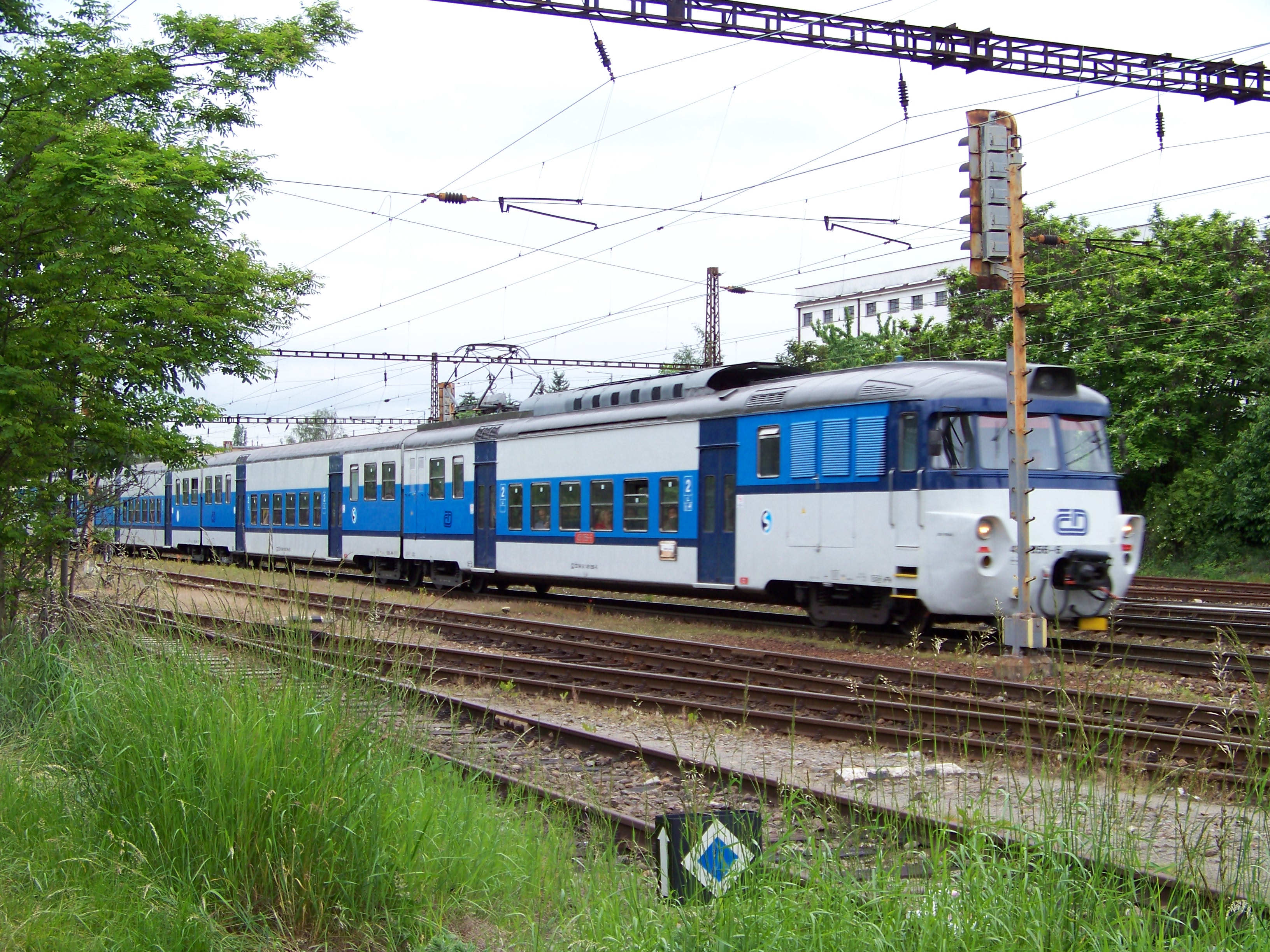
Baureihe 451
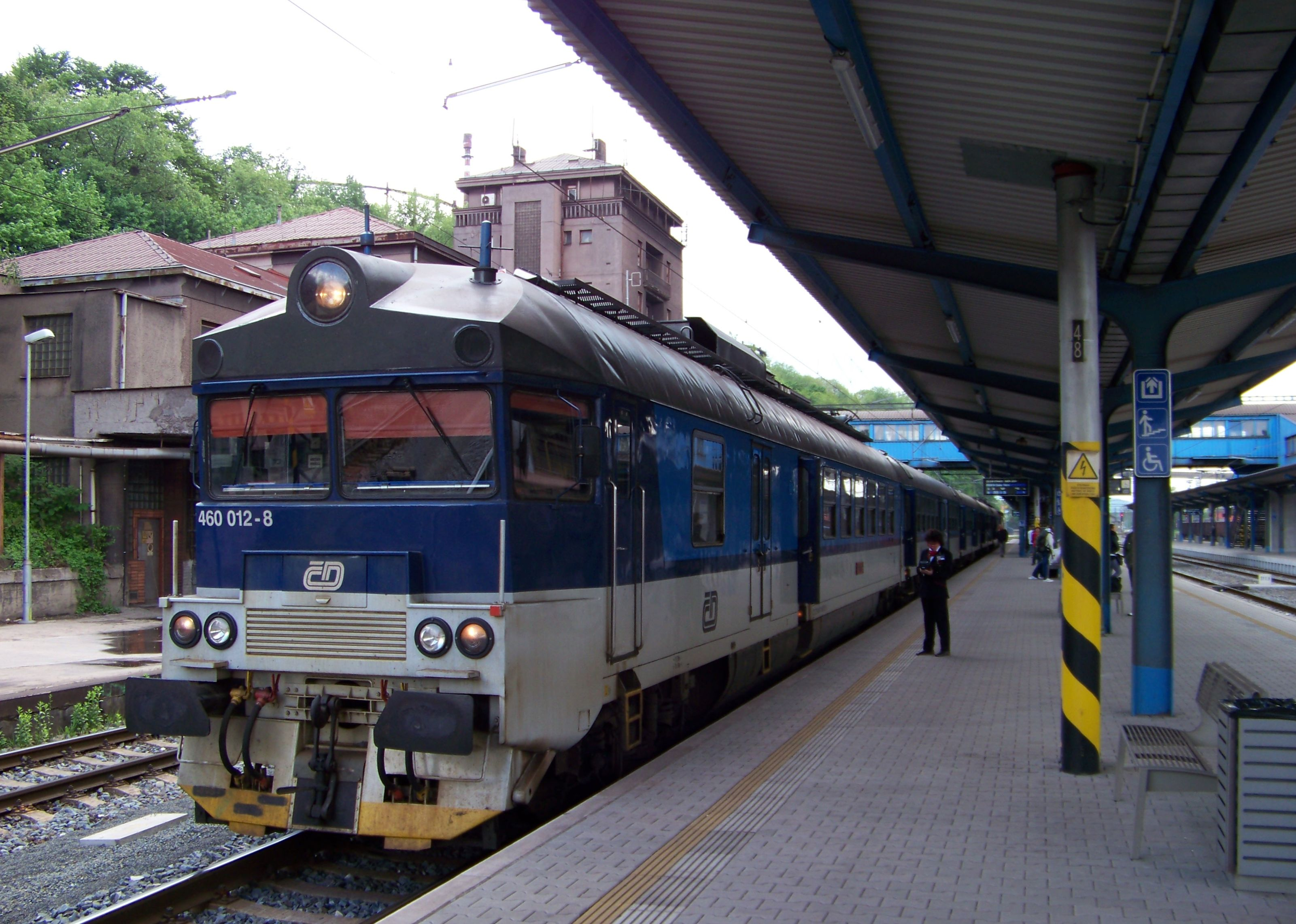
Baureihe 460
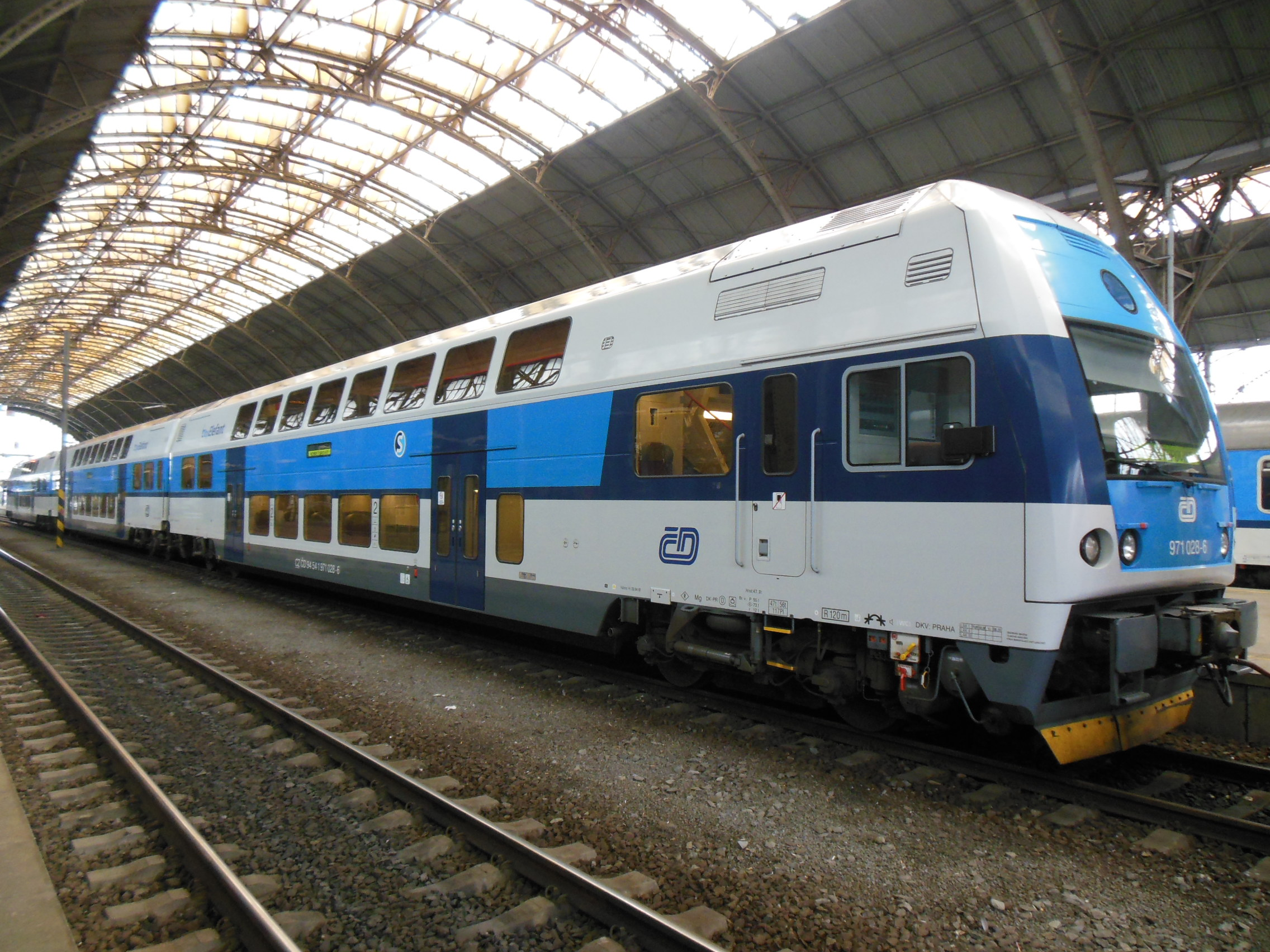
Baureihe 471

### Lokomotiven mit Trapezen

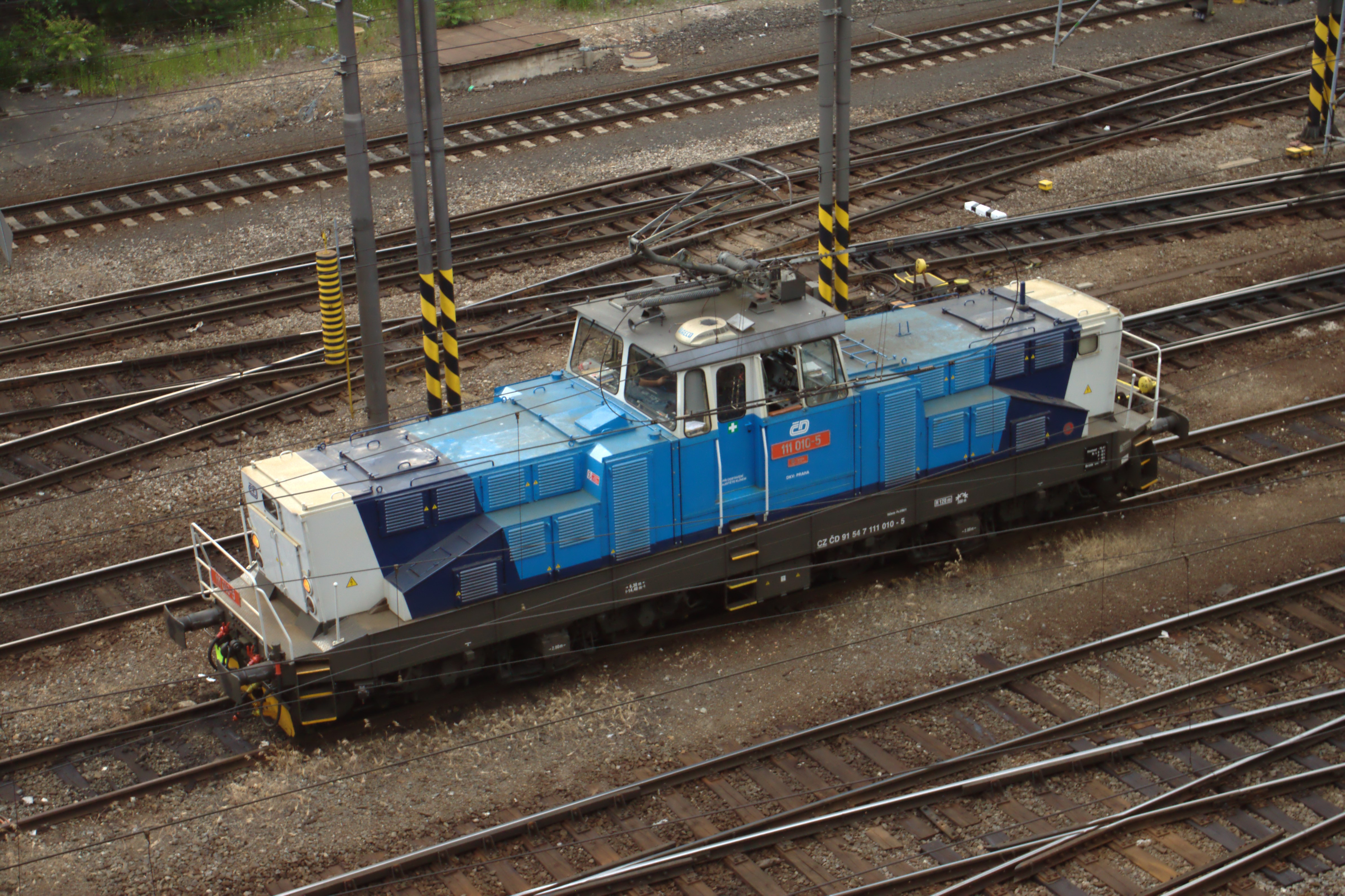
Baureihe 111
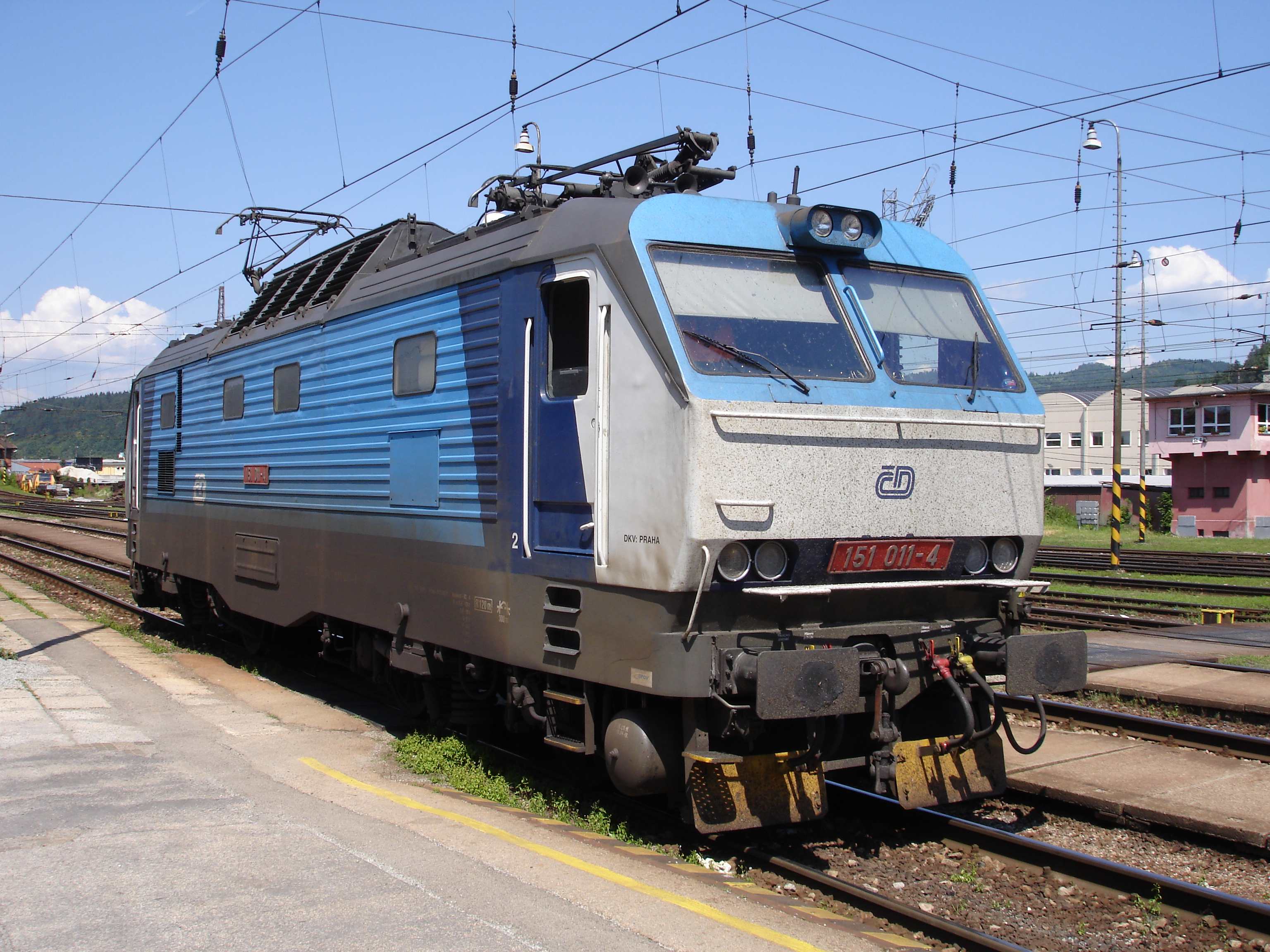
Baureihe 151
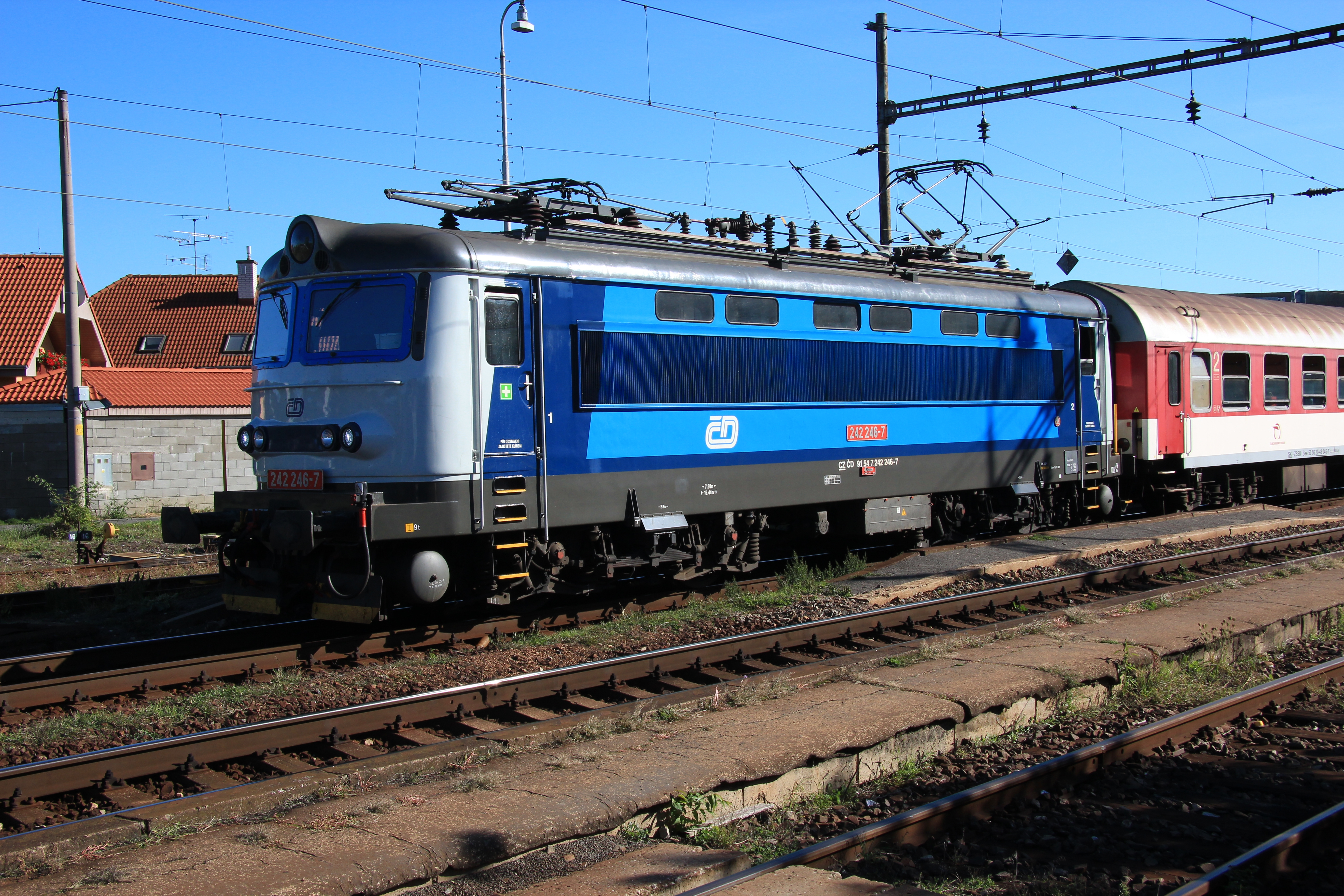
Baureihe 242
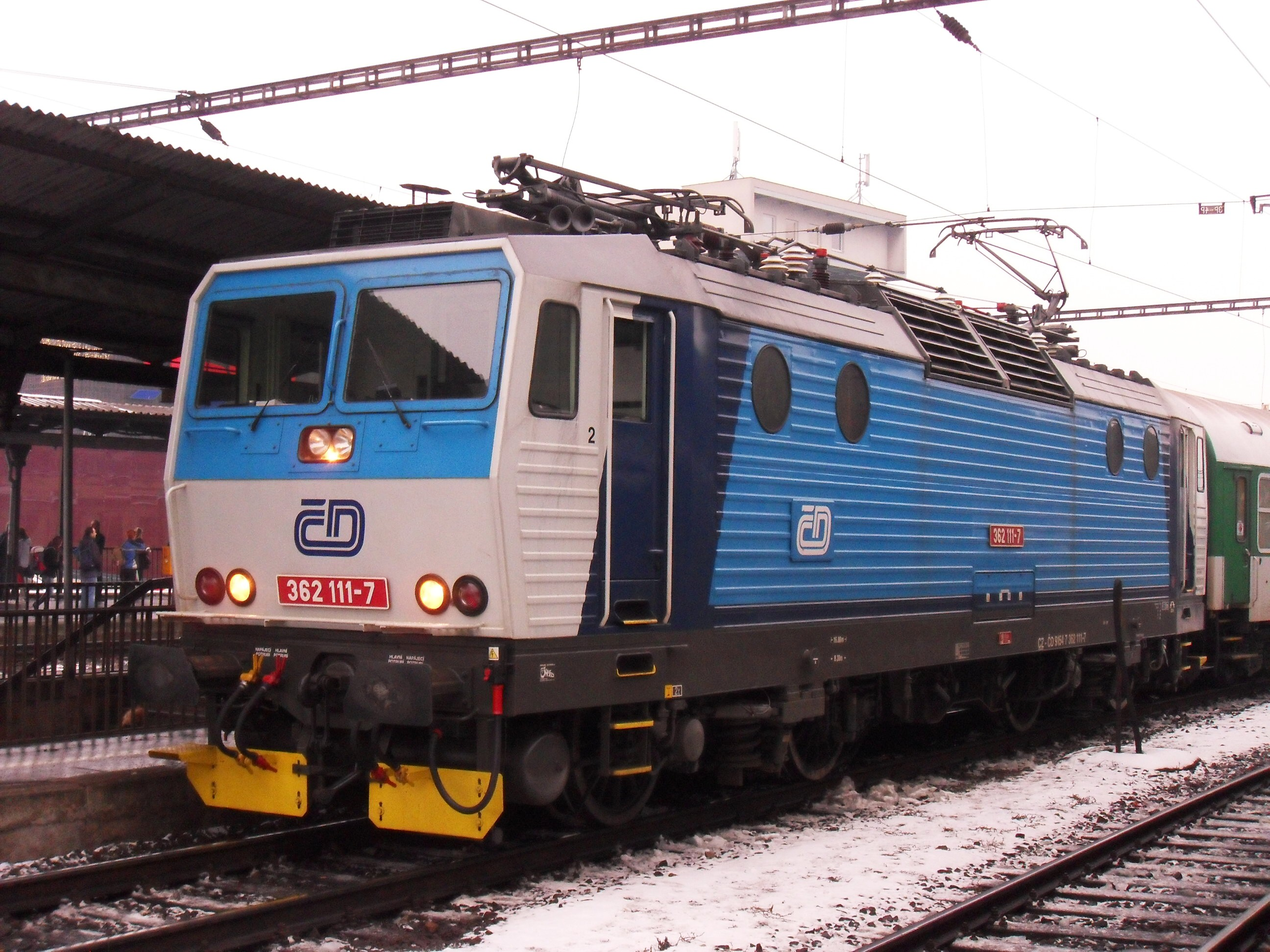
Baureihe 362
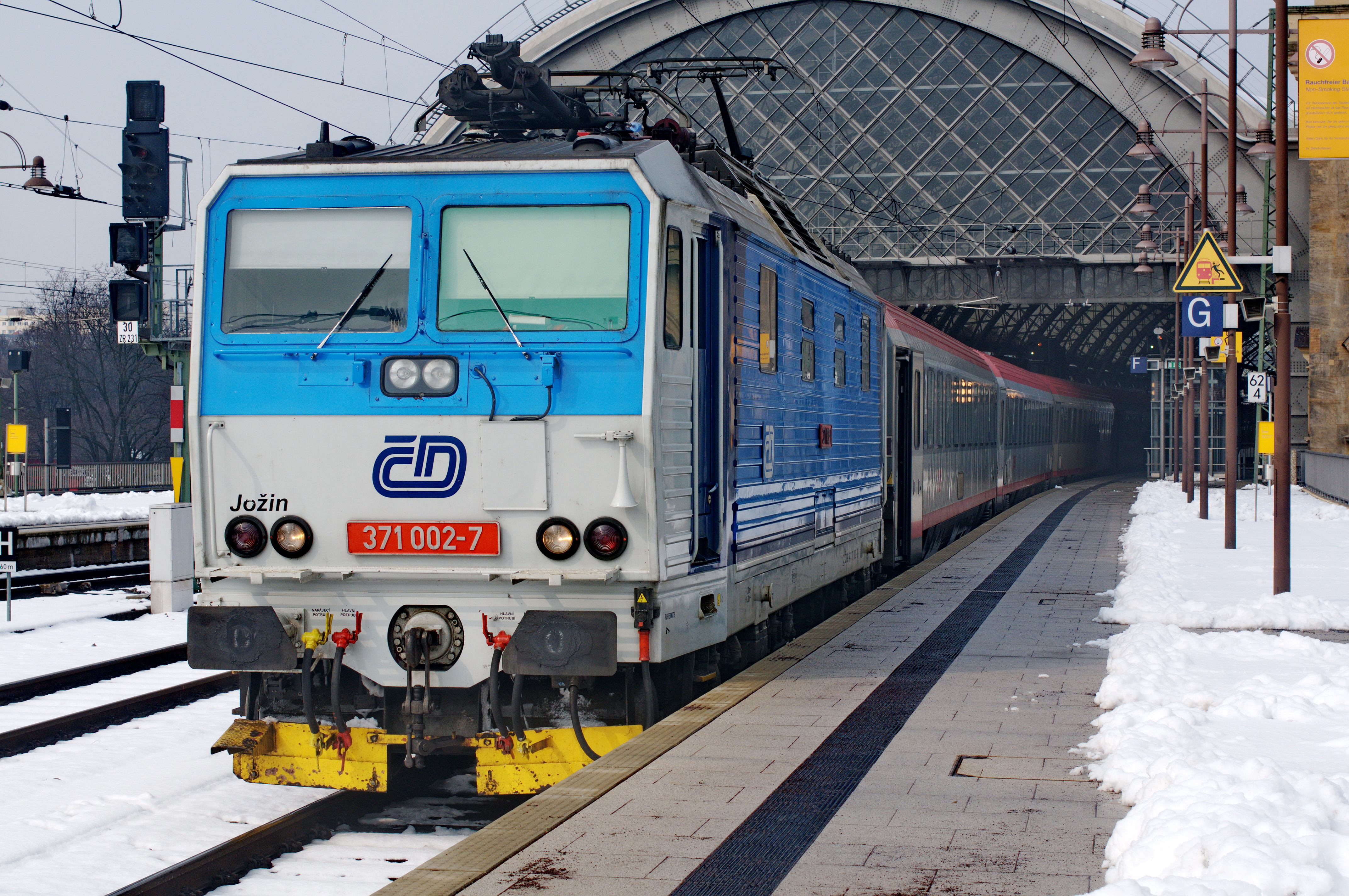
Baureihe 371
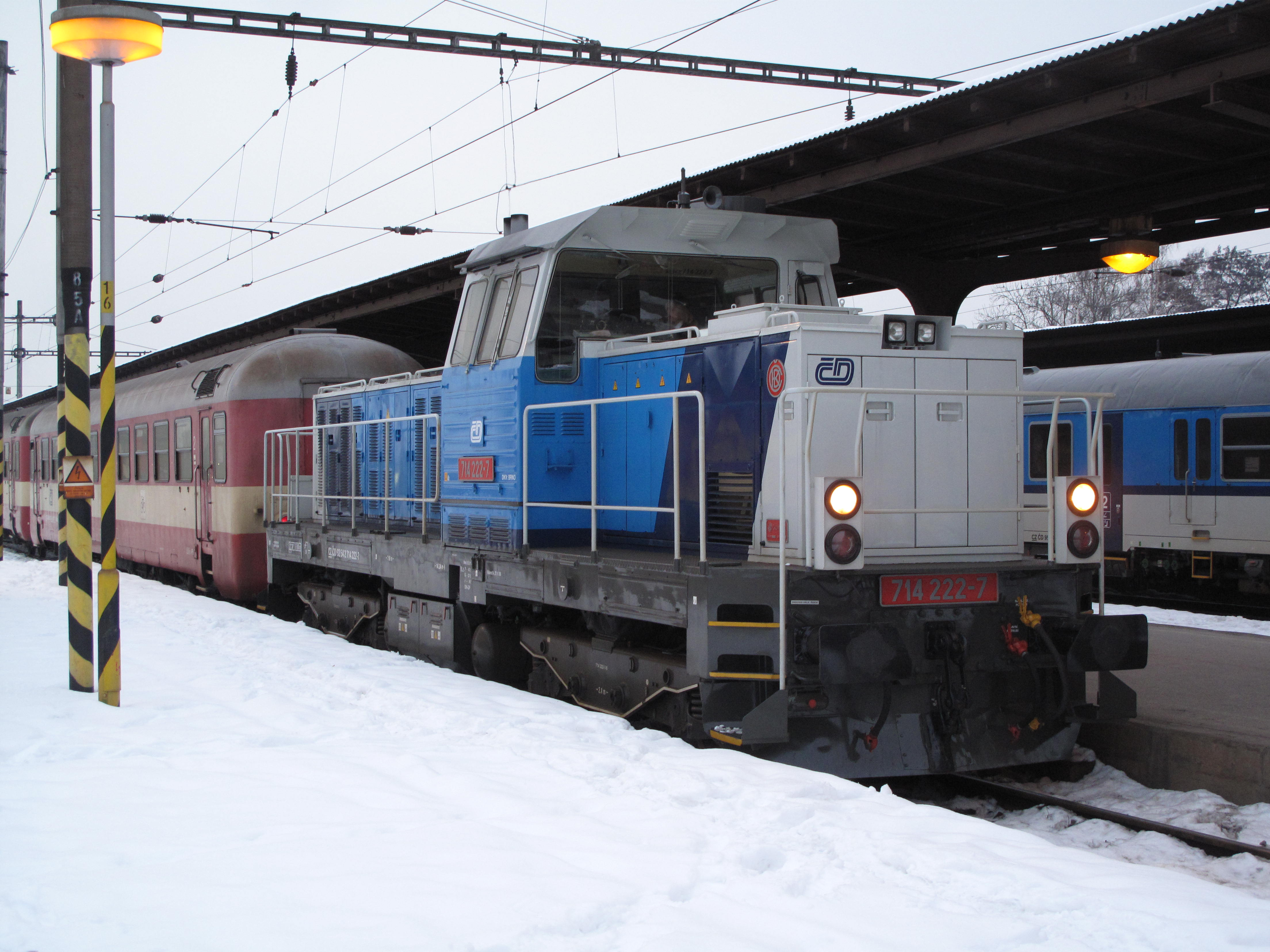
Baureihe 714
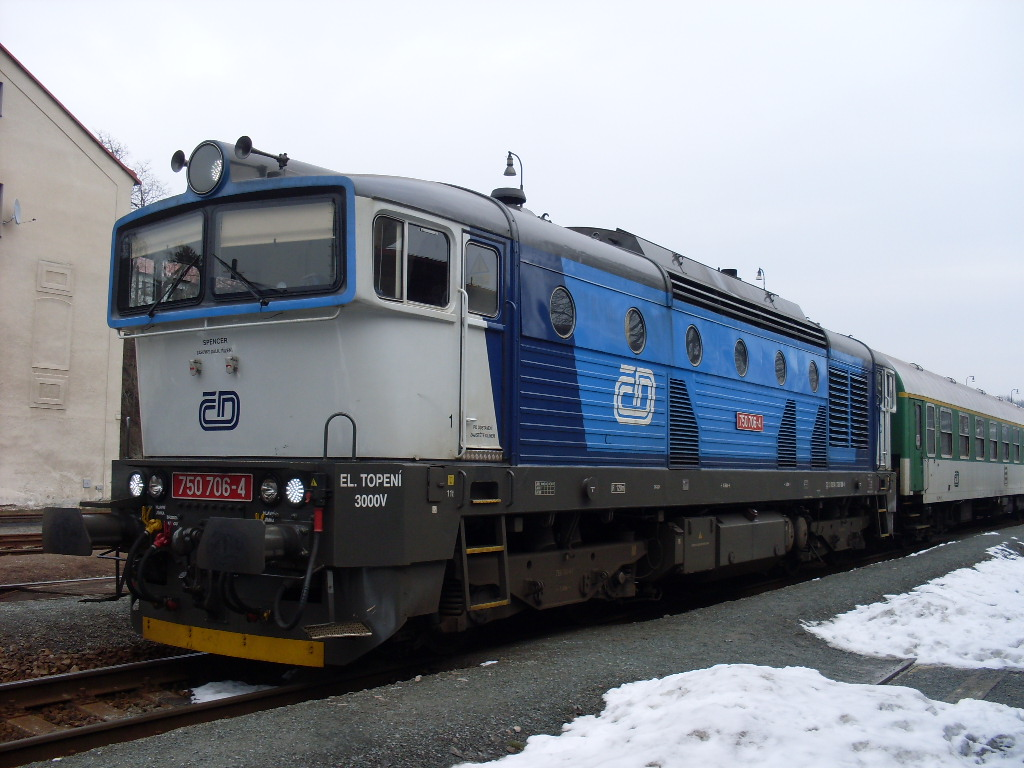
Baureihe 750.7
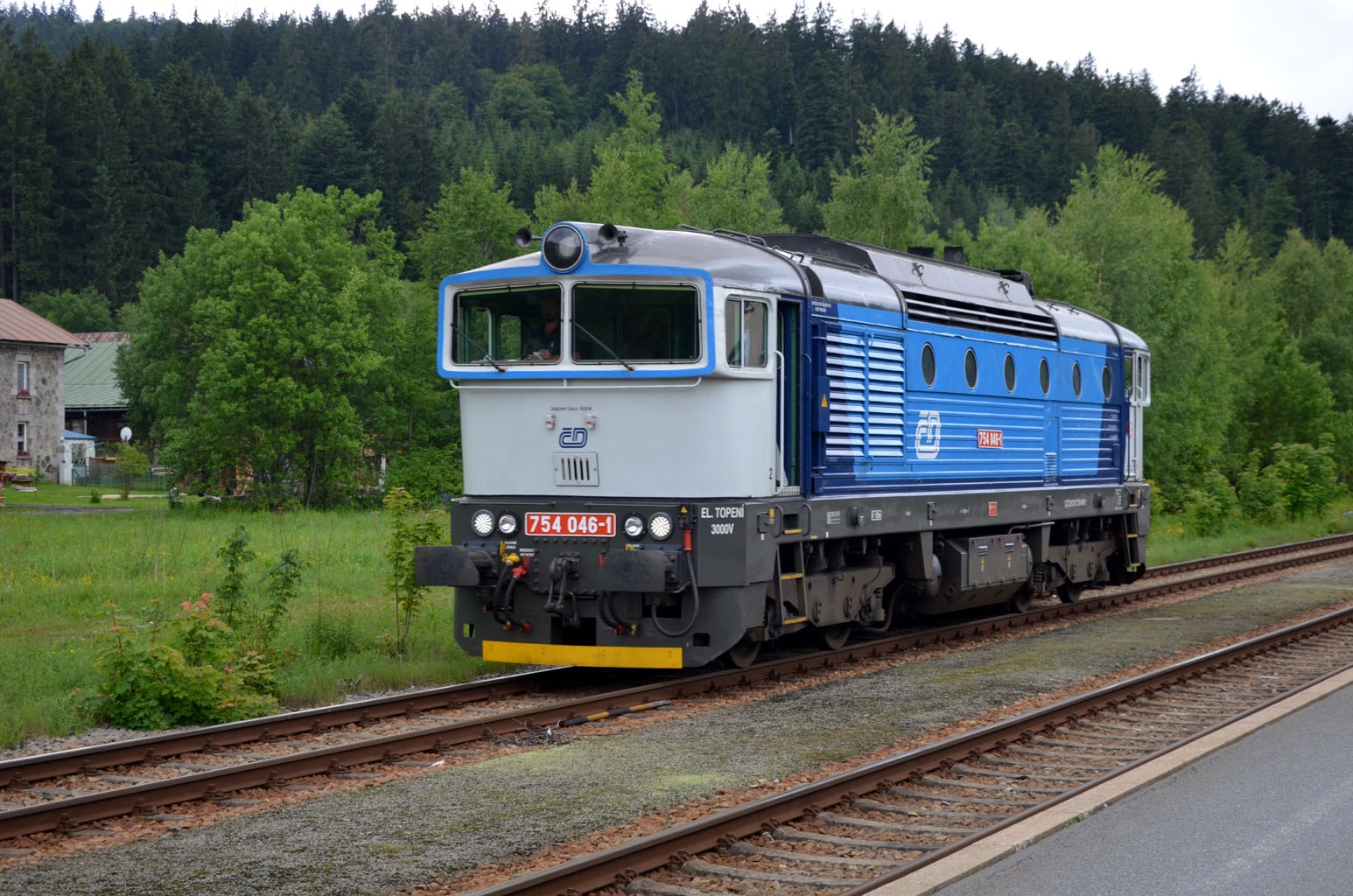
Baureihe 754

### Lokomotiven ohne Trapeze

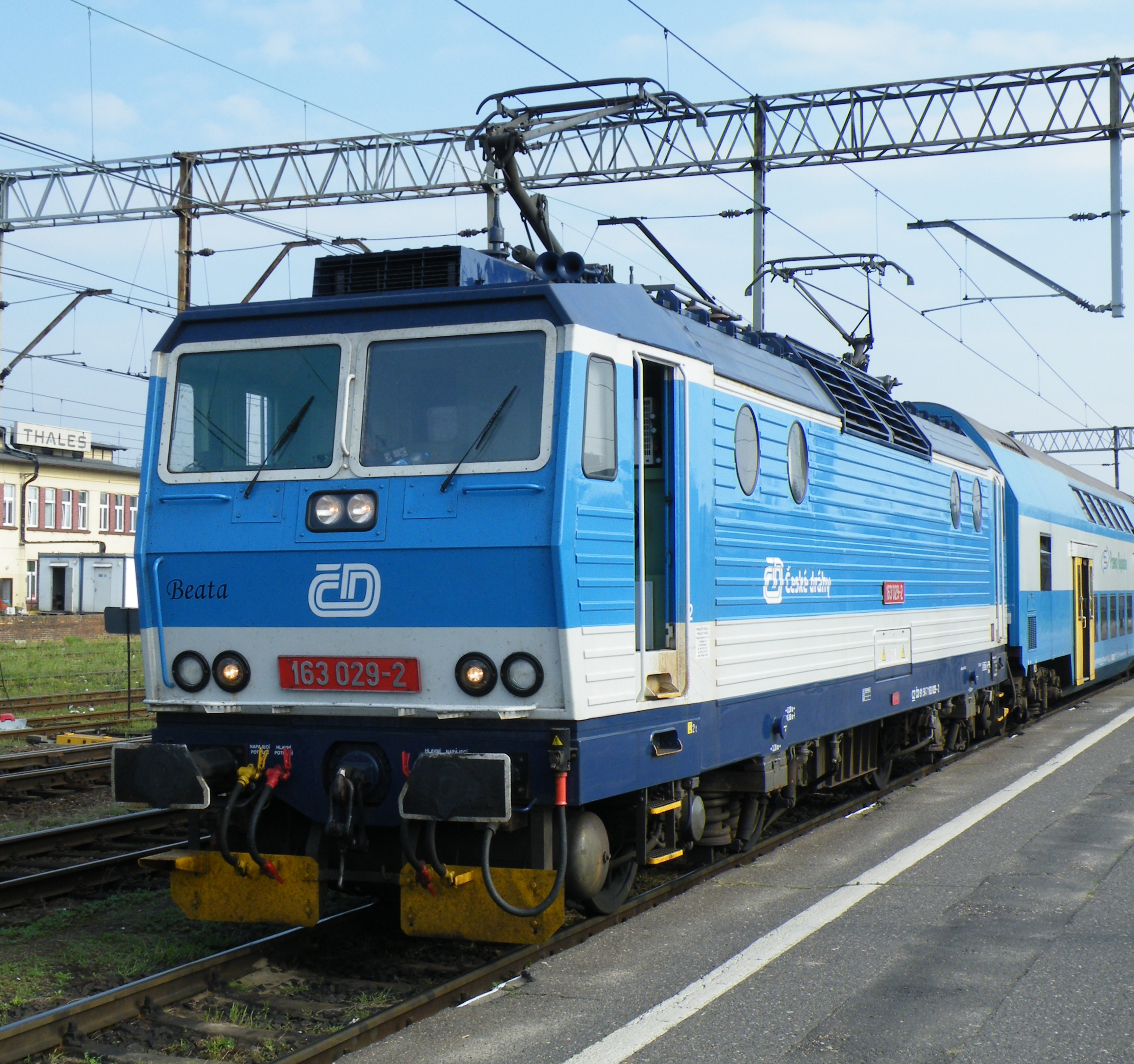
Baureihe 163
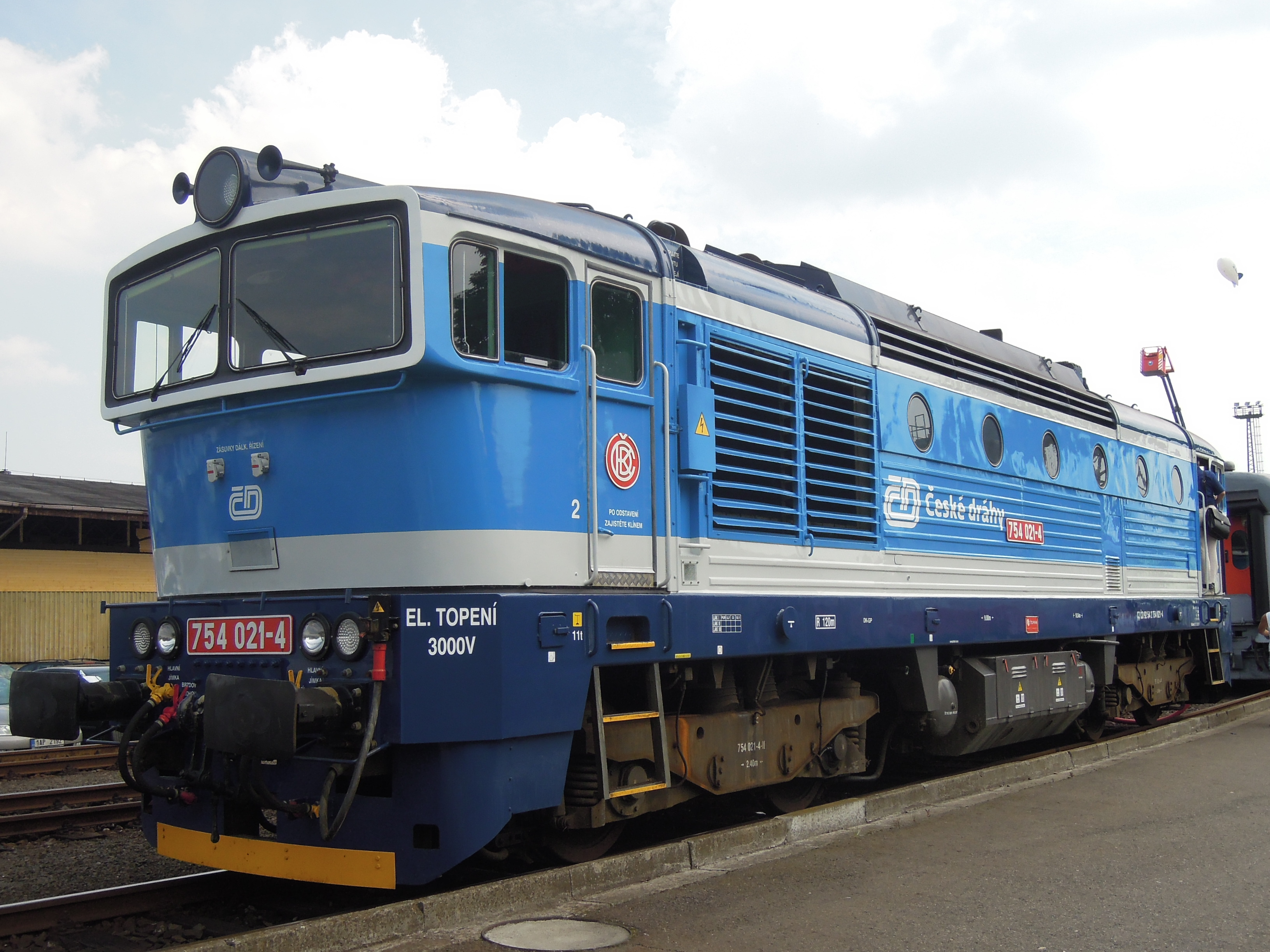
Baureihe 754

### Autobusse

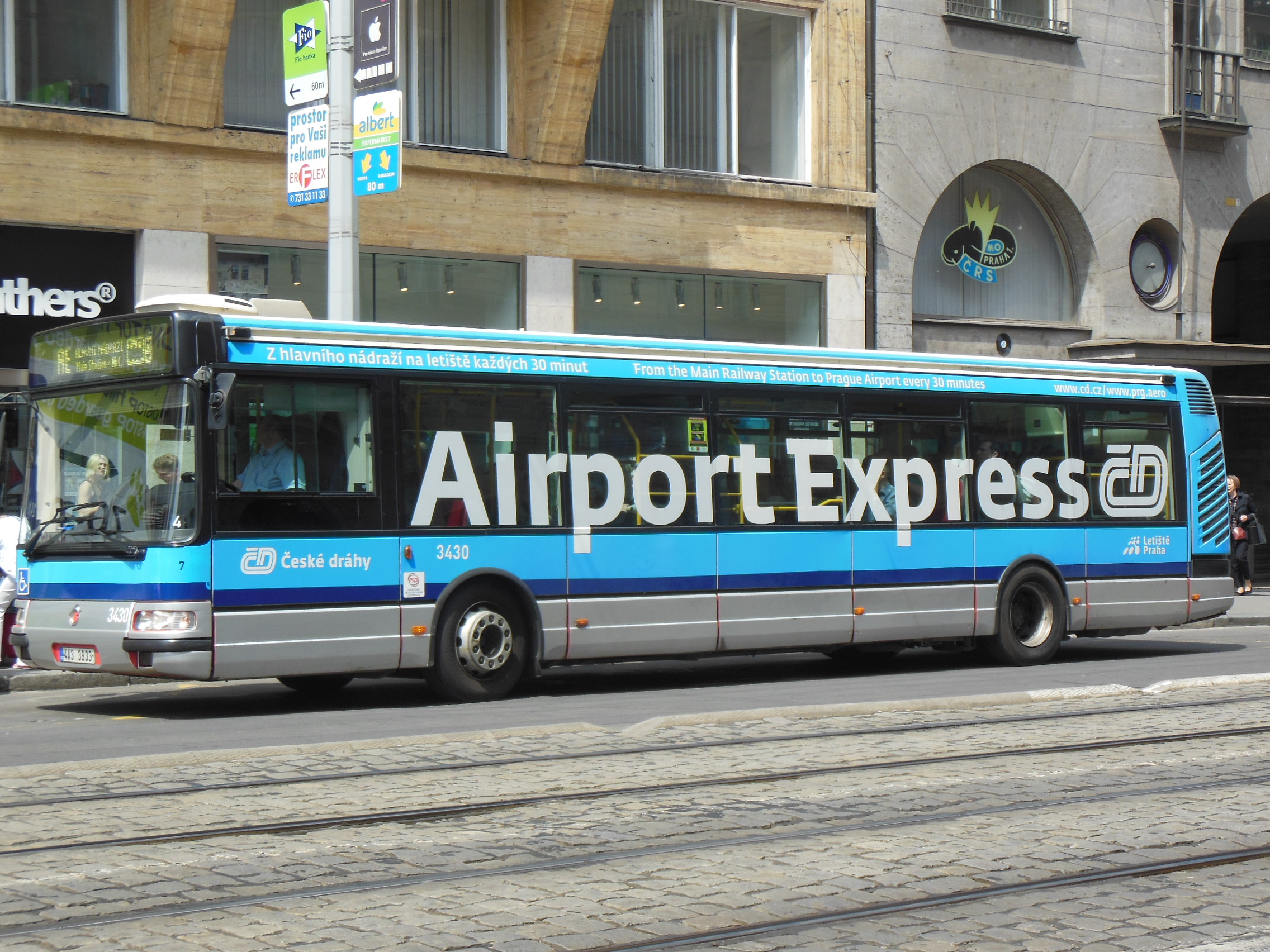
Autobus des Airport Express in Prag, betrieben von Dopravní podnik hlavního města Prahy auf Vertragsbasis mit den ČD
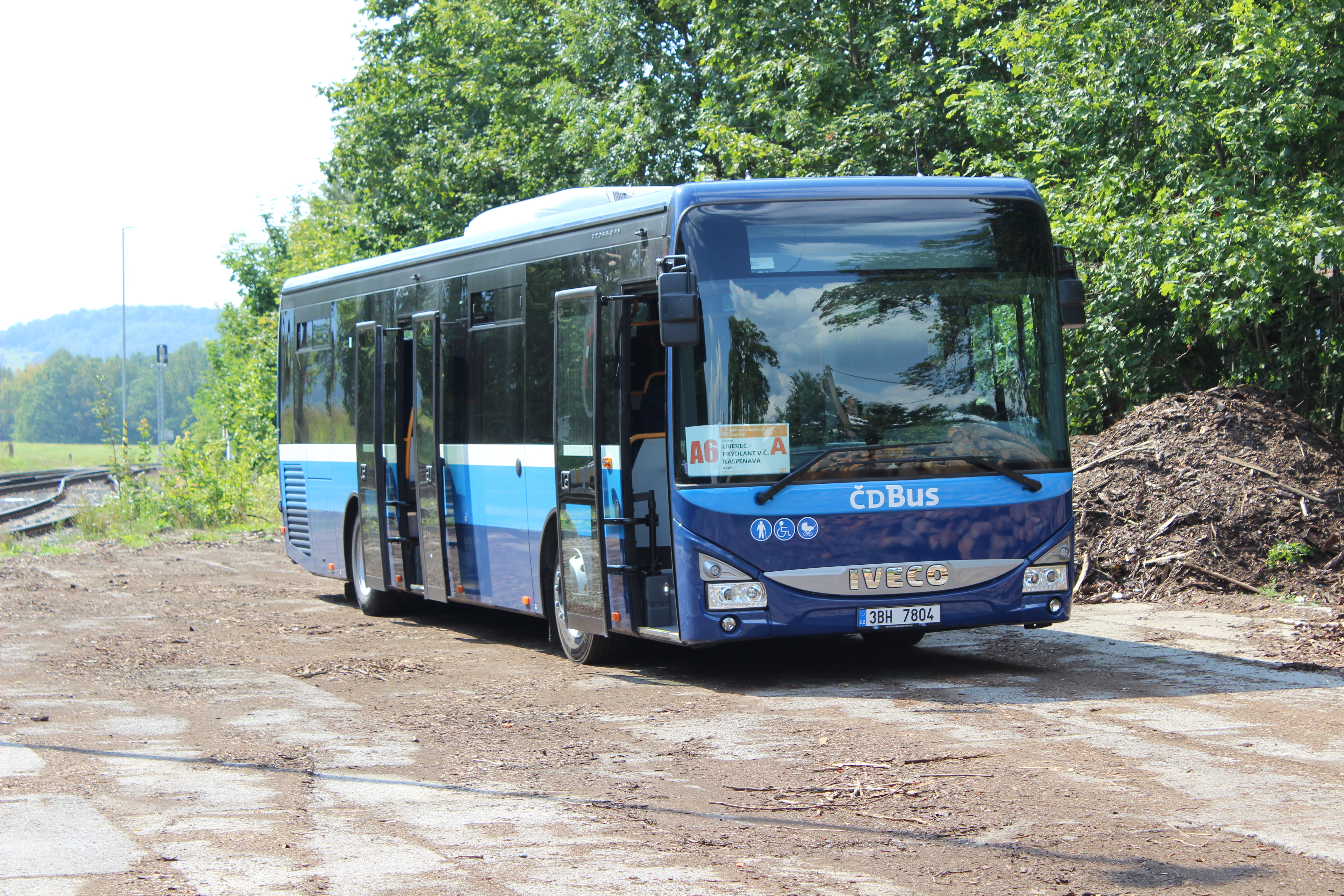
ČD Bus als Schienenersatzverkehr

### Seilbahn Ještěd

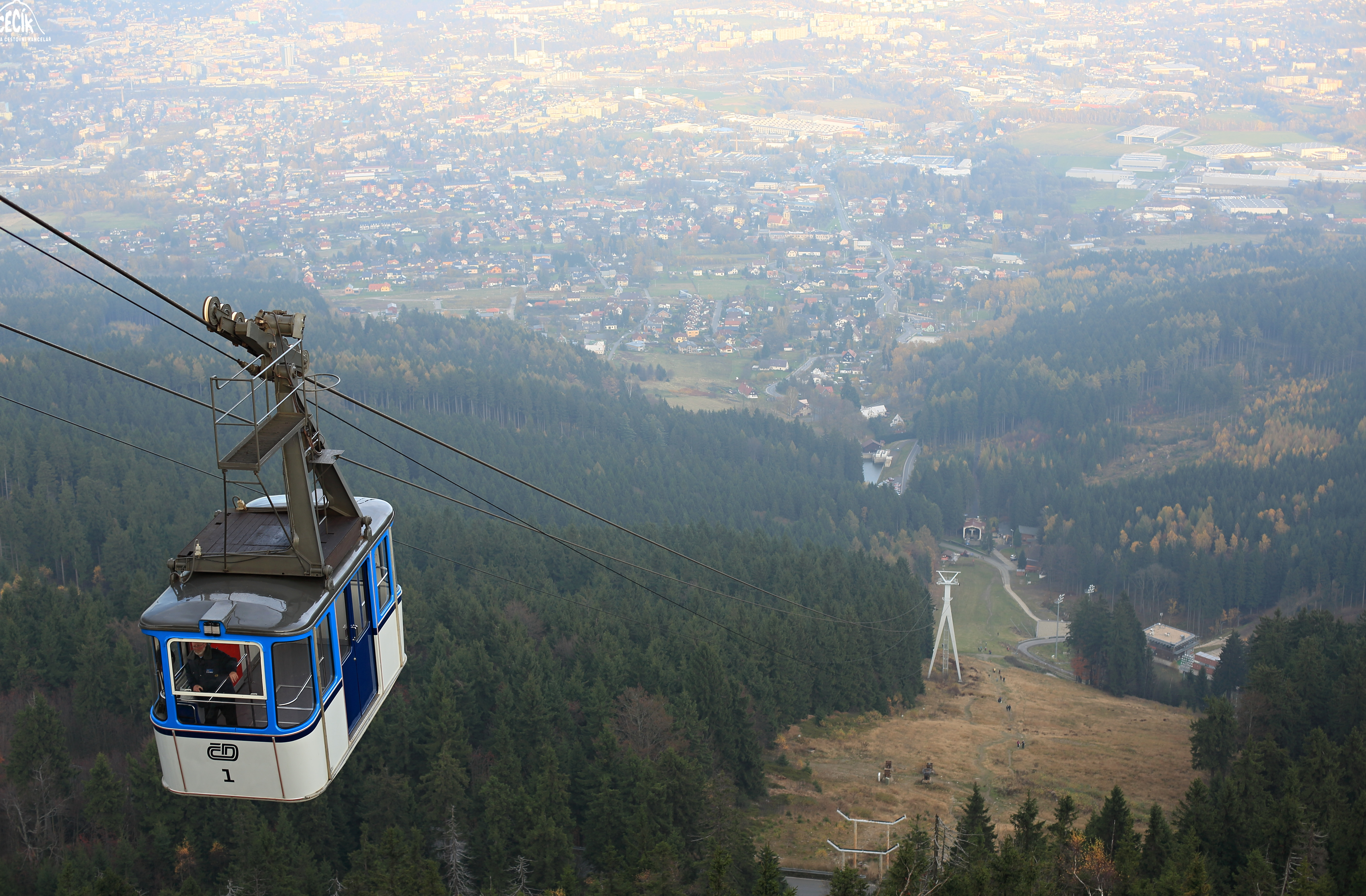
Gondel der Seilbahn Ještěd